# Điện ảnh Việt Nam
Điện ảnh Việt Nam hay phim điện ảnh Việt Nam (tức phim lẻ Việt Nam) là tên gọi ngành công nghiệp sản xuất phim của Việt Nam từ 1923 đến nay.
Điện ảnh Việt Nam Dân chủ Cộng hòa và Cộng hòa Xã hội chủ nghĩa Việt Nam, các dự án do hãng phim nhà nước thực hiện, còn được gọi là Điện ảnh cách mạng Việt Nam, đặc biệt nếu nội dung tác phẩm có liên quan đến đề tài chính luận, chiến tranh, lịch sử.
Điện ảnh bắt đầu du nhập vào Việt Nam từ cuối thập niên 1890, nhưng mãi đến năm 1923 mới xuất hiện bộ phim đầu tiên Kim Vân Kiều do người Pháp và người Việt cùng thực hiện. Từ năm 1925, các hãng phim Việt Nam bắt đầu được thành lập, có những bộ phim Việt Nam hợp tác với nước ngoài.
Đến thời kỳ Chiến tranh Việt Nam, ở miền Bắc, những diễn viên như Trà Giang, Thế Anh, đạo diễn Hải Ninh, Nguyễn Hồng Sến đã thực hiện những bộ phim Vĩ tuyến 17 ngày và đêm, Nổi gió, Em bé Hà Nội... ghi dấu ấn cho nền điện ảnh cách mạng. Miền Nam với Thẩm Thúy Hằng, Kiều Chinh, các đạo diễn Lê Hoàng Hoa, Lê Dân, Lê Mộng Hoàng đã thực hiện Chân trời tím, Loan mắt nhung, Người tình không chân dung... đạt được doanh thu cao và giành những giải thưởng trong các liên hoan phim châu Á.
Sau năm 1975, các đạo diễn Lê Hoàng Hoa, Nguyễn Hồng Sến tiếp tục thực hiện những bộ phim như Ván bài lật ngửa, Cánh đồng hoang... thu hút được nhiều khán giả, giành được giải thưởng trong những liên hoan phim quốc tế.
Vượt qua giai đoạn khủng hoảng của thập niên 1990, gần đây điện ảnh Việt Nam lấy lại được khán giả với những bộ phim ăn khách như Gái nhảy, Những cô gái chân dài... Một số bộ phim Việt Nam đã được khán giả nước ngoài biết tới, trong đó nhiều phim của các đạo diễn Việt kiều. Mùi đu đủ xanh của đạo diễn người Pháp gốc Việt Trần Anh Hùng đã được đề cử giải Oscar cho phim ngoại ngữ hay nhất năm 1994. 

## Giai đoạn tiên phong

### Du nhập

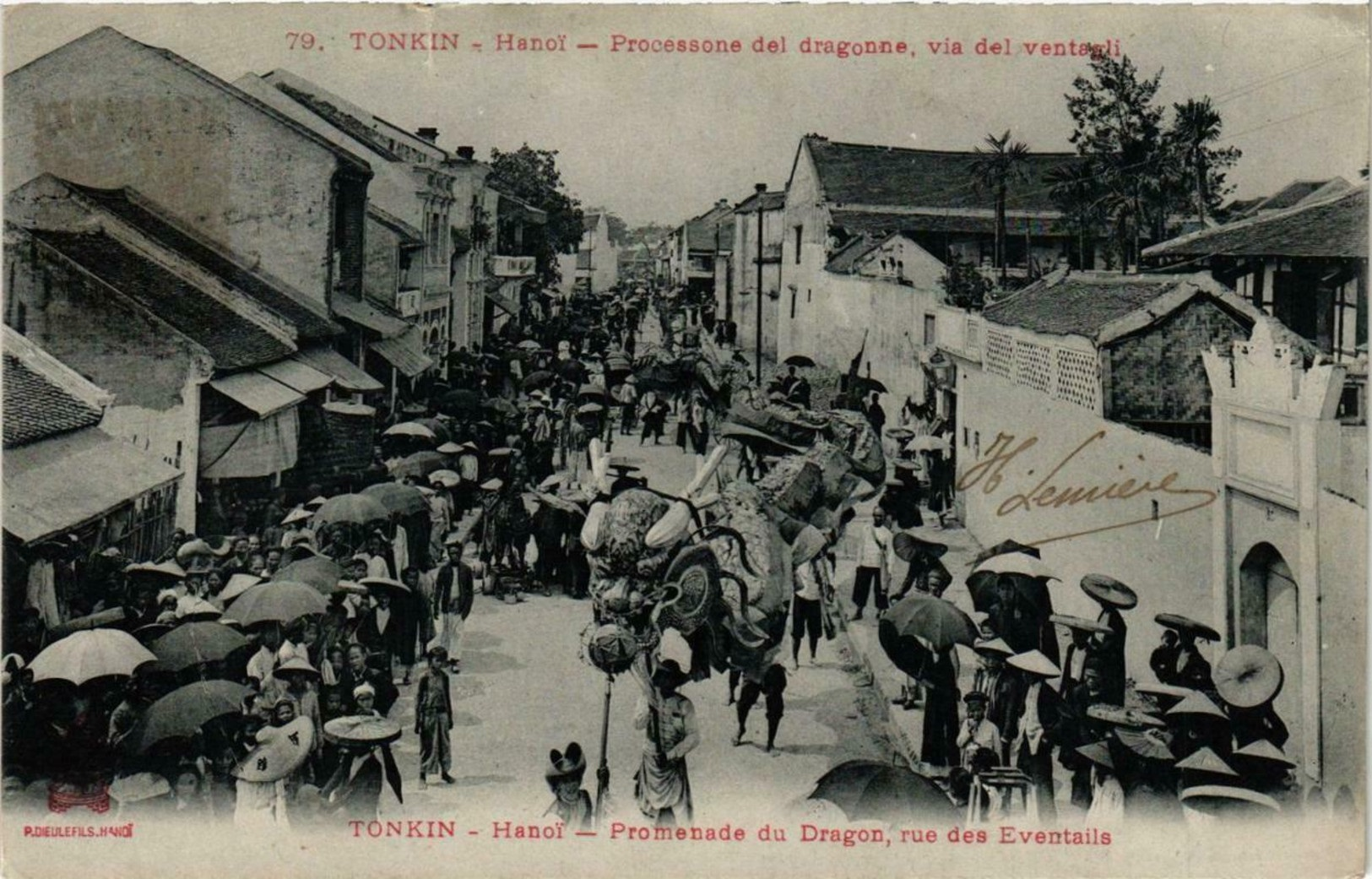
Phố Hàng Quạt, Hà Nội – nơi có rạp Tonkinois từ năm 1921

Điện ảnh du nhập vào Việt Nam từ rất sớm. Ngày 28 tháng 12 năm 1895, nền điện ảnh được khai sinh với buổi chiếu của hai anh em Auguste và Louis Lumière tại tầng hầm quán Grand Café ở Paris. Đầu năm 1896, anh em nhà Lumière mở một lớp học trong 6 tháng đào tạo quay phim để truyền bá phát minh mới này. Một trong những học viên đầu tiên đó là Gabriel Veyre, sau khi qua Thượng Hải đã đến Hà Nội. Ngày 28 tháng 4 năm 1899 Gabriel Veyre đã tổ chức buổi chiếu phim đầu tiên tại Hà Nội miễn phí cho công chúng vào xem. Báo L'Avenir du Tonkin số ra ngày 29 tháng 4 năm 1899 xuất bản tại Hà Nội có tường thuật đầy đủ về buổi chiếu phim này.
Sau đó, những buổi chiếu tiếp theo được thực hiện ở các khách sạn, nhà hàng lớn nhân những ngày lễ quan trọng hoặc sự kiện chính trị nào đó. Khán giả điện ảnh hầu hết là các quan chức, viên chức, chủ công ty công nghiệp và doanh nghiệp, đơn vị quân đội Pháp chiếm đóng thuộc địa. Dựa theo một số tài liệu, báo chí, hồi ký thì thỉnh thoảng có một vài buổi chiếu phim ở nơi công cộng cho dân bản xứ mua vé vào xem như các ngày hội, chợ phiên, quay sổ xố. Trên báo chí Việt Nam đã đăng quảng cáo những buổi chiếu phim bán vé tại một số địa điểm công cộng.
Rạp chiếu phim đầu tiên tại Việt Nam là rạp Pathé, do một người Pháp là Aste xây dựng tại Hà Nội, cạnh hồ Hoàn Kiếm, khánh thành ngày 10 tháng 8 năm 1920. Tiếp đó tới rạp Tonkinois bắt đầu từ 1921... Thời ấy, người ta gọi những buổi trình chiếu phim là buổi trình diễn "trò chớp bóng."
Để thiết lập độc quyền khai thác mạng lưới chiếu bóng, ngày 11 tháng 9 năm 1923 người Pháp thành lập hãng Phim và Chiếu bóng Đông Dương (Indochine Films et Cinéma, IFEC) và năm 1930 Công ty Chiếu bóng Đông Dương (Societé des cinéthéâtre d'Indochine). Một số Hoa kiều cũng bỏ vốn xây dựng những rạp nhỏ, chủ yếu chiếu phim thuê của người Pháp và một số ít phim của Hồng Kông, Trung Quốc. Đến năm 1927, tại Việt Nam có 33 rạp chiếu bóng ở các đô thị như Hà Nội 4 rạp, Hải Phòng 2 rạp, Huế 2 rạp, Chợ Lớn 4 rạp, Sài Gòn 4 rạp, Cần Thơ 2 rạp... Năm năm sau, tức năm 1932 con số tăng lên nhanh chóng. Riêng Bắc Kỳ có 27 rạp, Trung Kỳ 11 rạp và Nam Kỳ 13 rạp. Một số người Việt Nam bắt đầu quan tâm đến lĩnh vực kinh doanh mới này. Người đầu tiên là nhà tư bản Vạn Xuân. Năm 1936 ông đã bỏ tiền xây rạp chiếu bóng Olimpia – nay là nhà hát Hồng Hà trên phố Hàng Da ở Hà Nội. Đến năm 1939, số lượng rạp chiếu phim lại Việt Nam lên tới con số 60.
Những năm trước 1930, mỗi rạp chỉ lắp đặt một máy chiếu phim. Khi hết một cuộn phim thì các đèn trong rạp bật sáng và người thợ máy thay cuộn phim mới để chiếu tiếp. Màn ảnh được làm bằng những mảnh vải trắng may lại, xung quanh viền vải xanh thẫm hoặc đen. Khán giả ngồi trên những ghế tựa hoặc ghế băng có dựa lưng bằng gỗ. Sàn phòng chiếu bằng phẳng và màn hình được đặt trên phía cao khiến khán giả bị mỏi cổ khi xem phim. Một vài rạp không có ghế ngồi. Trong hồi ký của mình, Phạm Duy viết: "...rạp Family ở phố Hàng Buồm. Rạp này có hai hạng, coi mặt chính thì phải trả hai xu, coi mặt trái thì chỉ mất nửa tiền, cả hai hạng đều không có ghế, khán giả ngồi xệp xuống đất mà coi". Từ nửa cuối thập niên 1930, một số rạp mới có ban công và sàn được làm dốc, các hàng ghế được bố trí lệch nhau. Các rạp cũng được trang bị quạt máy và phân cấp thành hai loại: sang và bình dân. Những bộ phim đầu tiên được trình chiếu ở Việt Nam đều là phim câm. Đến khoảng giữa thập niên 1930, khán giả mới được xem phim nói với bộ phim đầu tiên là Phía Tây không có gì lạ được xây dựng theo tiểu thuyết cùng tên của nhà văn Erich Maria Remarque. Nhưng khi đó, để xem được phim nói, chỉ giới trí thức, sinh viên, học sinh trung học mới nghe được tiếng Pháp và đọc được phụ đề Pháp ngữ.
Trong khoảng thời gian Chiến tranh thế giới thứ hai từ 1939 đến 1945, giao thông đường biển từ Pháp tới Việt Nam bị Đức và Nhật phong tỏa, ảnh hưởng đến việc vận chuyển phim. Năm 1945, Nhật đảo chính Pháp ở Việt Nam, nắm quyền cai trị Đông Dương. Khoảng thời gian này một số chủ người Pháp bán lại các rạp chiếu bóng cho những người Hoa ở Hà Nội, Sài Gòn. Các chủ người Hoa bắt đầu nhập phim từ Hồng Kông, Singapore vào chiếu ở Việt Nam.

### Những phim đầu tiên
Những phim đầu tiên được sản xuất ở Việt Nam là do người Pháp thực hiện. Sớm nhất là những đoạn phim được quay để sử dụng trong những cuốn phim giới thiệu sinh hoạt ở các thuộc địa Pháp do hãng Pathé phát hành ngay từ năm 1897. Tiếp đó là những phim tài liệu khai thác phong cảnh (Phong cảnh tại Kinh đô Huế), phong tục, hội hè, đình đám (Hội Kiếp bạc, Đám ma bà Thiếu Hoàng) hoặc các nhân vật thời thượng trong xã hội đương thời (Cô gái Bắc Kỳ).
Năm 1916 Toàn quyền Đông Dương là Albert Sarraut đã yêu cầu Bộ Chiến tranh Pháp cử một Đoàn điện ảnh quân đội sang Việt Nam để quay phim giới thiệu về cuộc sống, phong tục, phong cảnh đất nước Việt Nam. Từ 1916 đến 1918 đoàn Điện ảnh quân đội Pháp đã quay được 20 phim phóng sự, tài liệu. Những phim này chủ yếu giới thiệu với công chúng Pháp hình ảnh về thuộc địa của mình để kêu gọi các nhà đầu tư, kinh doanh Pháp quan tâm đến việc khai thác thuộc địa. Đoàn Điện ảnh quân đội Pháp còn tổ chức các buổi chiếu phim ở các vùng nông thôn, thành thị, biên giới, tuyên truyền cho sức mạnh của người Pháp, vận động dân thuộc địa đi lính sang Pháp, mua công trái đóng góp cho nước Pháp tiến hành chiến tranh.

### Phim truyện đầu tiên
Bộ phim truyện đầu tiên là Kim Vân Kiều do Công ty Chiếu bóng Đông Dương thực hiện năm 1923. Tác phẩm của Nguyễn Du được đưa lên màn bạc với diễn viên là các đào kép tuồng của ban Quảng Lạc, Hà Nội. Phim dài 1.500 m với phần ngoại cảnh được quay ở các vùng phụ cận Hà Nội và làm hậu kỳ tại Pháp. Kim Vân Kiều mắc phải nhiều sai lầm về nội dung, phần diễn xuất cũng chẳng có gì khác hơn hát trên sân khấu, đào kép thì ăn mặc và cử chỉ như hát tuồng.
Phim Kim Vân Kiều công chiếu lần đầu với một số khán giả hạn chế và bị phần lớn báo chí khi đó chỉ trích. Tờ Hữu Thanh 15 tháng 3 năm 1924, viết: "Hồi 4 giờ rưỡi hôm 14 Mars (tháng 3) này, Hội Indochine Film có đem chớp thử Kim Vân Kiều tại nhà Cinéma Palace phố Tràng Tiền. Hôm ấy là hôm chớp thử nên chỉ mới có mấy nhà văn chương và mấy nhà báo Tây, Nam đến xem mà thôi". Ngày 15 tháng 3 năm 1924, tờ Trung Văn: "Số là lần này là lần thứ nhất mới có một bản chớp bóng dùng một sự tích An Nam, dùng con hát An Nam đóng, lấy những nơi thắng cảnh tự nhiên của An Nam làm cảnh trí, là lần đầu. Cái nghề chớp bóng xưa nay người An Nam chúng ta chưa từng biết; các phương pháp, các lề lối đều là phải tin cấp ở nhà chuyên môn Tây, người ta bảo thế nào là phải thì cứ thế mà làm. Những lẽ mình bàn góp vào cho hợp với sự tích, hợp với phong tục An Nam ta, thì cũng phải để tùy nhà chuyên môn người ta lượng nghĩ mà châm chước mà thôi, chứ mình không bắt buộc được người ta phải theo ý mình." Đông Pháp Thời Báo số ra ngày 24.9.1924 chê rằng: "Trong bản chớp bóng có ba nhân vật quan trọng là Thúy Kiều, Kim Trọng và Hoạn Thư. Vai Kim Trọng thì chẳng khác gì một thằng ngốc, diện mạo chẳng ra chi, thái độ lại khả bỉ làm sao chẳng khác chi cái thái độ của mấy anh bôi nhọ mặt ở rạp Quảng Lạc. Nhất là lúc đi tìm nhà trọ... Đến lúc đối diện với Kiều coi thái độ chàng Kim đối với nàng Kiều chả khác gì cái tư cách một bác lính "chào mào" ngồi lần khân với một gái giang hồ... Tóm lại, cuộc chớp bóng vừa rồi thiệt không có giá trị gì, chả lột được đôi chút tinh thần Truyện Kiều, chớp bóng có lẽ lại làm giảm mất cái chân giá trị đối với thế giới...".
Sau thất bại của Kim Vân Kiều, năm 1925 IFEC tiếp tục thực hiện cuốn phim hài ngắn là Toufou có độ dài 600 m. Vai chính Toufou do một diễn viên người Việt lai Trung Quốc tên Léon Chang đóng. Phim nhại theo cách diễn xuất của Vua hề Charlie Chaplin và bị báo chí lẫn khán giả chỉ trích.
Không nản lòng, IFEC cố gắng làm một bộ phim dài về Việt Nam. Đó là phim Huyền thoại bà Đế năm 1927 dài 1.000 m. Phim do Paul Numier viết kịch bản dựa theo một câu chuyện dân gian nói về một cô gái bị cha mẹ, họ hàng nghi ngờ là hư hỏng nên buộc phải chết, sau đó được giải oan và dân làng lập miếu thời gọi là Bà Đế. Đạo diễn bộ phim là Georges Specht, còn vai chính một cô gái Pháp lai đảm nhiệm, các diễn viên Việt chỉ đóng vai phụ. Bộ phim này tiếp tục thất bại, vai chính bị chê là lố lăng, nội dung nhiều sai lạc ngớ ngẩn. Dù được gửi sang trình chiếu ở Pháp, Huyền thoại bà Đế vẫn thua lỗ về doanh thu.
Sau thất bại của ba phim liên tiếp, Công ty Phim và Chiếu bóng Đông Dương thôi không nghĩ đến chuyện làm phim nữa.

### Bộ phim đầu tiên của người Việt
Năm 1924, ông Nguyễn Lan Hương, chủ tiệm ảnh Hương Ký ở Hà Nội, mời một chuyên viên người Pháp về dạy cho mình rồi thực hiện bộ phim hài Đồng tiền kẽm tậu được ngựa. Bộ phim dài 6 phút, phỏng theo tác phẩm La laitière et le pot au lait (Cô gái và bình sữa), truyện ngụ ngôn của La Fontaine. Phim thứ hai của Hương Ký cũng là phim hài với tựa phim là Cả Lố. Nhưng phim đang quay dở dang lại phải bỏ, vì có sự bất đồng giữa Hương Ký và diễn viên đóng phim. Sau đó, Hương Ký còn quay phim tài liệu Ninh Lăng dài 2.000 m về đám tang vua Khải Định. Tiếp đó là phim Tấn tôn đức Bảo Đại, dài 800 m, về lễ đăng quang Hoàng đế Bảo Đại. Tuy được hoan nghênh, nhưng vì không có thị trường nên không đủ bù đắp vào số vốn đã bỏ ra thực hiện phim. Phim chiếu ở Hà Nội được 27 ngày, doanh thu khoảng 5.000 đồng tiền Đông Dương, trong khi chi phí sản xuất gần 30.000 đồng.
Nhờ gây được tiếng vang, Nguyễn Lan Hương được Tỉnh trưởng tỉnh Vân Nam, Trung Quốc đặt hàng làm hai phim phóng sự quay tại Trung Quốc. Một trong hai phim là Đám tang tướng Đường Kế Nghiêu, năm 1929. Nhưng sau đó không thấy ông Nguyễn Lan Hương làm phim tiếp, mà trở về với nghề nhiếp ảnh của mình. Có những ý kiến cho rằng lý do là vì tác động của người Pháp, họ không muốn một hãng phim Việt Nam thành công trong khi họ liên tục gặp thất bại. Hãng phim Hương Ký biến mất sau vài năm tồn tại. Từ đó, hoạt động sản xuất phim của người Việt Nam ngưng hoạt động suốt 7 năm liền từ 1930 đến 1936.

### Phim nói
Những năm cuối thập niên 1930, Việt Nam hình thành một lớp trí thức mới, tiếp thu văn hóa Pháp. Nhiều phong trào văn học, sân khấu, âm nhạc nở rộ. Từ cuối 1936, nhiều nhóm thanh niên có ý định làm phim, bắt đầu cho những phim nói đầu tiên của Việt Nam.
An Nam Nghệ sĩ đoàn do một số thanh niên yêu điện ảnh thành lập. Họ tự học điện ảnh qua sách vở đặt mua từ bên Pháp. Đầu năm 1937, một thương gia người Hoa giàu có ở Hải Phòng tên Trịnh Lâm Ký đã tiếp xúc với An Nam Nghệ sĩ đoàn, bàn việc đưa một đoàn diễn viên Việt Nam sang Hồng Kông quay phim. Nhưng việc không thành vì xảy ra cuộc chiến Trung-Nhật. An Nam Nghệ sĩ đoàn tiếp tục vận động những người giàu có ở Hà Nội bỏ tiền ra làm phim, nhưng không có kết quả.
Cuối tháng 11 năm 1937, An Nam Nghệ sĩ đoàn ký được một hợp đồng làm phim với Công ty điện ảnh Nam Trung hoa (The South China Motion Pictures Co.) để sản xuất bộ phim truyện dài Cánh đồng ma. Kịch bản phim Cánh đồng ma do Đàm Quang Thiện viết, bút danh trên phim là Nguyễn Văn Nam. Đàm Quang Thiện vốn là một sinh viên Y khoa, muốn qua kịch bản chứng minh thuyết di truyền trong y học, nhưng Công ty điện ảnh Nam Trung Hoa cùng đạo diễn người Trung Quốc Trần Phì đã tự ý sửa nội dung kịch bản, biến nó thành một phim trinh thám với nhiều máu và đàn bà. Các nghệ sĩ Việt Nam phản đối nhưng không kết quả, phải diễn theo những nội dung không có từ trước trong kịch bản. Thực hiện trong 13 ngày, Cánh đồng ma hoàn thành giai đoạn quay vào ngày 30 tháng 1 năm 1938. Sau Cánh đồng ma, 6 diễn viên người Việt ở lại Hồng Kông để quay tiếp Trận phong ba, một phim Hồng Kông nhưng nói về một người Việt. Trận phong ba được gấp rút hoàn thành và công chiếu trước Cánh đồng ma nhưng không thành công, bị khán giả la ó. Chiếu sau Trận phong ba một tháng, tháng 7 năm 1938, Cánh đồng ma ra mắt và cũng bị dư luận và báo chí chê trách. Trong đoàn làm phim Việt Nam sang Hồng Kông khi đó có nhà văn Nguyễn Tuân, ông đóng một vai rất phụ trong Cách đồng ma và khi về viết bút ký Một chuyến đi.
Sau Cánh đồng ma, các nghệ sĩ trong An Nam Nghệ sĩ đoàn còn tham gia hai phim truyện nói tiếng Pháp do Hãng Franco Film thực hiện tại Việt Nam rồi không tiếp tục hoạt động nữa vì không có ai dám bỏ vốn ra làm phim tiếp. An Nam Nghệ sĩ đoàn chỉ tồn tại trong 2 năm, họ được ghi nhận như những người Việt Nam đầu tiên hợp tác làm phim với nước ngoài.
Cuối năm 1937, chủ hãng đĩa hát Asia là Nguyễn Văn Đinh đã cho ra đời Hãng phim châu Á (Asia Film) tại Sài Gòn. Ông bỏ tiền mua máy móc thiết bị từ bên Pháp về để sản xuất phim có tiếng cỡ 35 mm đầu tiên tại Việt Nam. Đầu năm 1938, hãng Asia Film khởi quay bộ phim đen trắng 35 mm Trọn với tình có độ dài 90 phút. Đạo diễn là Nguyễn Phương Danh, tức Tám Danh xuất thân từ nghệ sĩ sân khấu cải lương. Kịch bản, quay phim và dựng phim do giám đốc hãng là Nguyễn Văn Đinh thực hiện. Phim được quay và làm hậu kỳ hoàn toàn tại Việt Nam do các chuyên viên kỹ thuật Việt Nam đảm nhiệm mà lực lượng nồng cốt là các kỹ thuật viên của hãng đĩa Asia. Tuy không thành công như mong đợi, nhưng khi tung ra chiếu vào đầu năm 1939, Trọn với tình cũng thu hút được người xem vì đây là một bộ phim nói 35 mm đầu tiên tại Việt Nam, do người Việt Nam sản xuất.
Sau Trọn với tình, Nguyễn Văn Đinh còn cho ra tiếp ba phim nữa do mình tự viết kịch bản, tự đạo diễn, tự quay phim, dựng phim. Đó là Cô Nga dạo thị thành (1939), Khúc khải hoàn và Toét sợ ma (1940). Nghệ thuật và kỹ thuật của cả ba phim đều không hơn gì Trọn với tình. Từ năm 1940, hãng phim châu Á ngừng hoạt động cho đến thập niên 1960 mới hoạt động trở lại tại Sài Gòn.
Năm 1939, một hãng phim mới ra đời nữa tại Sài Gòn là hãng Việt Nam Phim với bộ phim truyện ra mắt có tên là Một buổi chiều trên sông Cửu Long do Nguyễn Tấn Giầu viết kịch bản, đạo diễn, quay phim. Phim được quay 16 mm, có độ dài 90 phút với âm thanh ngoài phim. Nhạc, lời, tiếng động được thu vào đĩa, khi chiếu được bật lên cùng hình ảnh. Một buổi chiều trên sông Cửu Long chỉ ra mắt được vài buổi ở Sài Gòn và Mỹ Tho. Cuối năm 1939, Nguyễn Tấn Giầu lại bắt tay làm tiếp phim truyện hài Lão thầy pháp râu đỏ và phim tài liệu Đèo Ngang tức cảnh. Cả hai phim này cũng chết yểu như Một buổi chiều trên sông Cửu Long.
Sang năm 1940, quân Nhật tiến vào Đông Dương, người Việt Nam không còn ai đứng ra làm phim. Các rạp chỉ còn chiếu chủ yếu phim Nhật và các nước đồng minh của Nhật.

## Giai đoạn 1945-1954

Phim Cô gái Việt của hãng Mỹ Vân Việt Ảnh năm 1952.

Ngày 2 tháng 9 năm 1945, nước Việt Nam Dân chủ Cộng hòa được thành lập. Tuy kinh tế Việt Nam khi đó kiệt quệ và vừa trải qua nạn đói năm 1945, Chính phủ lâm thời Việt Nam vẫn xây dựng bộ phận Điện ảnh và Nhiếp ảnh thuộc Bộ Thông tin – Tuyên truyền. Hoạt động chủ yếu của bộ phận này là tổ chức đoàn chiếu phim lưu động chiếu ở những nơi công cộng và lập toa xe Điện ảnh đi chiếu phim dọc Quốc lộ 1 từ Bắc vào Nam với một máy chiếu Débri 16 mm và hai bộ phim tài liệu về phái đoàn Phạm Văn Đồng tại Pháp do Việt kiều gửi về. Thời gian này tại Pháp, họa sĩ, nhà quay phim Mai Trung Thứ cùng các Việt kiều khác tổ chức nhóm điện ảnh Sao Vàng, quay được nhiều phim tài liệu: Hồ Chủ tịch tại Pháp, Hội nghị Fontainebleau, Sinh hoạt của 25.000 Việt kiều tại Pháp. Trong nước các nhà làm phim cũng ghi được những phim lịch sử như Hồ Chủ tịch từ Pháp trở về (1946), Trận đánh tại Ô Cầu Dền (1946)...
Sau khi cuộc chiến Việt – Pháp bùng nổ, một số nhà làm phim Cách mạng ở cả miền Nam và miền Bắc tiếp tục thực hiện được những phim tài liệu: Trận Mộc Hóa (1948), Trận Đông Khê (1950), Chiến Thắng Tây Bắc (1952)... Trong đó, phim Trận Mộc Hóa do Khu 8 ở miền Nam thực hiện, được xem là phim đầu tiên của nền Điện ảnh Cách mạng, đã được đem chiếu tại Liên hoan Thanh niên thế giới New Delhi, Ấn Độ năm 1950.
Ngày 15 tháng 3 năm 1953, trên chiến khu Việt Bắc, Chủ tịch Hồ Chí Minh ký sắc lệnh 147/SL thành lập Doanh nghiệp quốc gia chiếu bóng và chụp ảnh Việt Nam. Những hoạt động của các nhà làm phim điện ảnh Cách mạng thời kỳ này chỉ dừng lại ở thể loại phim tài liệu ngắn, như Giữ làng giữ nước quay năm 1953, Điện Biên Phủ năm 1954.
Tại các thành thị nơi vẫn thuộc quyền kiểm soát của Pháp, mạng lưới các rạp chiếu bóng do người Pháp và Hoa kiều làm chủ tiếp tục chiếu các phim của Pháp và các nước Đồng Minh sản xuất. Điện ảnh vẫn được khán giả yêu thích nhưng không có bộ phim Việt Nam nào được thực hiện.
Đến năm 1953, Công ty Kim Chung Điện ảnh sản xuất phim Kiếp hoa. Kịch bản phim do bầu Long, trưởng đoàn cải lương Kim Chung viết, nghệ sĩ Kim Xuân trong vai Ngọc Thủy. Đạo diễn phim là người Hồng Kông do ông Long mời về. Tiền đầu tư cũng là từ doanh thu của đoàn Kim Chung. Kiếp hoa giành được thành công, không chỉ chiếu ở Hà Nội, phim còn vào Sài Gòn rồi các tỉnh miền Tây. Sự thành công về thương mại của Kiếp hoa kéo theo những tư nhân khác bỏ vốn mời đạo diễn và quay phim Hồng Kông về làm phim. Ông Hà Quang Định, chủ gánh cải lương Ái Liên, cùng vợ là Ái Liên thực hiện phim Nghệ thuật và hạnh phúc và Phạm Công – Cúc Hoa. Những diễn viên thời kỳ này đa phần xuất phát từ các đoàn hát hoặc ca sĩ như Phùng Há, Ái Liên, Kim Chung, Kim Xuân, Bích Hợp...

## Giai đoạn 1954-1975
Hiệp định Genève năm 1954 chia Việt Nam thành Việt Nam Dân chủ Cộng hòa ở miền Bắc và Việt Nam Cộng hòa ở miền Nam. Tại miền Bắc, với sự lãnh đạo của Đảng Lao động Việt Nam, điện ảnh được Nhà nước cấp kinh phí sản xuất những bộ phim mang tính tuyên truyền, được gọi là điện ảnh Cách mạng. Những bộ phim này được mang tới các liên hoan phim ở những nước xã hội chủ nghĩa và đã giành được nhiều thành công. Ở miền Nam, hình thành một thị trường điện ảnh với nhiều hãng phim tư nhân. Thị trường này, có thời kỳ suy thoái, có giai đoạn phát triển mạnh mẽ đã sản xuất các bộ phim thuộc nhiều thể loại, đề tài phong phú. Nếu như ở miền Bắc năm 1959 mới xuất hiện bộ phim truyện đầu tiên thì ở miền Nam, điện ảnh đạt tới thời kỳ đỉnh cao ngay từ năm 1957 với nhiều bộ phim được sản xuất, trong đó có phim màu đầu tiên của Việt Nam là phim Lục Vân Tiên. Những đại diện của điện ảnh miền Nam tới tham dự các liên hoan phim ở Châu Á và trong khu vực cũng đã nhận được nhiều giải thưởng.

### Miền Bắc
Sau năm 1954, các nhà làm phim của miền Bắc vẫn tiếp tục với các phim tài liệu. Một vài phim tài liệu ngắn mang tính lịch sử như Hội nghị quân sự Trung Giã, Tù hàng binh dưới chế độ ta, Tiếp quản Thủ đô và các phim thời sự về sinh hoạt của tù binh Âu – Phi, trao trả tù binh ở Tuyên Quang, Việt Trì, Sầm Sơn. Năm 1955, các phim tập trung phản ánh cuộc sống thay đổi sau chiến tranh, chống di cư, chuyển quân tập kết. Từ năm 1956, phim thời sự ra đều hàng tuần. Năm 1959, bộ phim tài liệu Nước về Bắc Hưng Hải của đạo diễn Bùi Đình Hạc đã đạt huy chương vàng ở liên hoan phim Moskva.
Một phương thức để phổ biến điện ảnh khi đó là các buổi chiếu bóng lưu động: phim được chiếu ở một khu đất trống với một màn ảnh được dựng lên, máy chiếu được chạy nhờ máy phát điện. Nhiều đơn vị chiếu bóng được thành lập tới các vùng nông thôn và cả thành thị phục vụ khán giả. Năm 1954 khi cuộc chiến Việt-Pháp kết thúc, toàn miền Bắc có 26 rạp và 23 đội chiếu bóng lưu động. Năm 1955 tăng lên 37 rạp và 37 đội chiếu bóng. Năm 1963, 46 rạp và 11 bãi chiếu phim ngoài trời, 269 đội chiếu bóng phục vụ 112.804.000 lượt người xem. Năm 1964 số lượng tăng lên tới 48 rạp và 11 bãi chiếu phim và 277 đội chiếu bóng nhưng số lượt người xem giảm xuống còn 77.414.720. Hoa Kỳ bắt đầu mở rộng chiến tranh ra miền Bắc, vì lý do an ninh các đội chiếu bóng và bãi chiếu bóng không tập trung đông người nữa.
Năm 1956, tổ chức điện ảnh được tách riêng làm hai bộ phận: Xưởng phim Việt Nam và Quốc doanh phát hành phim và chiếu bóng Việt Nam. Cũng trong thời gian này, Cục Điện ảnh được thành lập. Năm 1957 báo Điện ảnh xuất hiện. Đến năm 1959, Trường Điện ảnh Việt Nam, Nhà máy cơ khí điện ảnh, Xưởng phim Hoạt hoạ và búp bê Việt Nam, Xưởng phim Thời sự, tài liệu Trung ương lần lượt ra đời.
Một số hoạt động văn nghệ khác được coi như bước chuẩn bị cho phim truyện. Phan Nghiêm, từ Việt Bắc về Hà Nội đã cải biên, quay và thu thanh tại chỗ vở kịch Lòng dân bằng phim 16 mm, sau đó hòa âm tại Tiệp Khắc. Xưởng phim Việt Nam cũng đã làm thử một số tiểu phẩm. Đầu tiên, đạo diễn Phạm Kỳ Nam, quay phim Trần Thịnh cùng các diễn viên Tuệ Minh, Hoà Tâm, đã dựng và quay tiểu phẩm về Võ Thị Sáu. Tiểu phẩm thứ hai dựa theo truyện ngắn Thư nhà của nhà văn Hồ Phương. Tiểu phẩm này được mang tên Người chiến sĩ (còn có tên khác là Cô lái đò bến Chanh), đạo diễn Trần Công, quay phim Khương Mễ cùng các diễn viên Phi Nga, Huy Công, Cam Ly, Khang Hy. Tiểu phẩm thứ ba có tên Nhựa sống nói về hoạt động của học sinh sinh viên nội thành thời gian thuộc quyền kiểm soát của Pháp. Đạo diễn Phạm Kỳ Nam, quay phim Thẩm Võ Hoàng. Các vai chính do Bích Vân, Trần Phương và Tự Huy đóng.
Năm 1958, đạo diễn Mai Lộc làm bộ phim Biển động. Kịch bản do soạn giả cải lương Ngọc Cung viết, nội dung về cuộc khởi nghĩa thất bại ở Hòn Khoai, Cà Mau năm 1940. Phim hoàn thành nhưng khi duyệt hòa âm thì không được thông qua. Trong cuốn sách Điện ảnh Việt Nam thuở ban đầu đạo diễn Mai Lộc viết lại: "Phim không được thông qua vì nội dung phim không phù hợp với đường lối chính trị lúc bấy giờ, là đấu tranh giải phóng miền Nam thống nhất đất nước, mà phim lại mô tả một cuộc nổi dậy thất bại tại miền Nam. Vì thế bộ phim truyện đầu tay của chúng tôi đã thất bại...". Một số kịch bản phim truyện khác cũng đã được viết, nhưng chưa kịch bản nào được dựng thành phim.

#### Giai đoạn 1959-1965
Năm 1959 được coi là điểm mốc với sự ra đời của bộ phim truyện điện ảnh Cách mạng đầu tiên: Chung một dòng sông.
Từ năm 1958 một bộ phim truyện đã được triển khai. Kịch bản đầu tiên mang tên Tình không giới tuyến, của tác giả Cao Đình Báu viết từ đầu năm 1957, nói về mối tình bị chia cắt của hai nhân vật Hoài và Việt sống trên đôi bờ sông Bến Hải. Ban đầu Tình không giới tuyến chỉ là một cốt truyện sơ lược. Sau khi được góp ý kiến, Cao Đình Báu và Đào Xuân Tùng đã sửa chữa và hoàn chỉnh kịch bản đổi tên thành Chung một dòng sông.
Cốt truyện Chung một dòng sông đơn giản, nhưng đề cập đến vấn đề thời sự khi đó. Theo hiệp định Genève, sông Bến Hải trở thành giới tuyến tạm thời phân chia hai miền Nam Bắc. Hai nhân vật chính Vận và Hoài yêu nhau nhưng bị dòng sông chia cắt. Đạo diễn phim là Nguyễn Hồng Nghi và Phạm Hiếu Dân (tức Phạm Kỳ Nam), quay phim Nguyễn Đắc, họa sĩ thiết kế Đào Đức. Chung một dòng sông được công chiếu ngày 20 tháng 7 năm 1959 đã giành được nhiều thiện cảm của khán giả. Trong 3 năm đầu (1958-1960) Điện ảnh Cách mạng Việt Nam đã sản xuất 243 bộ phim các thể loại với 4348 bản sao, phục vụ 148.880.000 triệu lượt khán giả tại 23 quốc gia.
Năm 1960 cũng là năm đánh dấu của phim hoạt hình với bộ phim đầu tiên Đáng đời thằng cáo. Tiếp đó đến các phim Chiếc vòng bạc, Chú thỏ đi học... được sản xuất. Năm 1961, Trường Điện ảnh Việt Nam đã nghiên cứu và thực hiện bộ phim màu đầu tiên với tựa đề Nhật ký quay phim.
Sau Chung một dòng sông, các nhà làm phim Cách mạng tiếp tục thực hiện các bộ phim truyện khác. Đề tài lớn nhất trong giai đoạn này là cuộc Chiến tranh Việt-Pháp vừa kết thúc. Từ năm 1959 đến 1964, có 18 bộ phim thì 11 nói về đề tài trên: Vợ chồng A Phủ (1961), Lửa trung tuyến (1961), Chim vành khuyên (1962), Chị Tư Hậu (1963), Kim Đồng (1964)... Ngoài ra, đề tài xây dựng cuộc sống mới ở miền Bắc cũng được đề cập đến trong các phim: Khói trắng (1963), Cô gái nông trường (1960), Vườn cam (1960)... Cho tới tận 1964 thì Chung một dòng sông vẫn là phim duy nhất về đề tài Chiến tranh Việt Nam.
Trong những năm đầu, ngoài Phạm Kỳ Nam từng học đạo diễn ở Học viện Điện ảnh Pháp (Institut des hautes études cinématographiques), các nghệ sĩ còn lại chỉ tự học, làm quen với điện ảnh bằng những phim tài liệu trước đó. Đến năm 1962 mới xuất hiện lớp nghệ sĩ thuộc khóa đạo diễn đầu tiên của trường Điện ảnh Việt Nam. Một khó khăn khác là sự yếu kém của kịch bản, lý do văn học Cách mạng thời kỳ này cũng rất yếu, với phần lớn là truyện ngắn, rất ít truyện dài hay tiểu thuyết. Trong những phim thời kỳ đó, Vợ chồng A Phủ làm từ truyện ngắn cùng tên của nhà văn Tô Hoài, Chị Tư Hậu, Chim vành khuyên được xem là thành công.
Về diễn viên, ngoài những nghệ sĩ sân khấu chuyển sang điện ảnh như Phi Nga, Danh Tấn, Tuệ Minh, Trung Tín, Văn Phức, Mai Châu, Thu An... giai đoạn này đã xuất hiện những gương mặt mới sẽ là trụ cột của điện ảnh Cách mạng giai đoạn sau: Trà Giang, Lâm Tới, Đức Hoàn...

#### Giai đoạn 1965-1975
Từ cuối năm 1964, Mỹ bắt đầu ném bom miền Bắc, Chiến tranh Việt Nam bước vào thời kỳ khốc liệt nhất. Điện ảnh miền Bắc với nhiệm vụ tuyên truyền bắt đầu quay lại đề tài về cuộc chiến đang diễn ra. Thời kỳ này đội ngũ làm phim đã đa dạng và trưởng thành hơn. Ngoài lớp nghệ sĩ thứ nhất, xuất hiện lớp nghệ sĩ thứ hai là những người được đào tạo tại trường Điện ảnh Việt Nam khóa đầu tiên. Thế hệ nghệ sĩ thứ ba là những nhà làm phim học ở Đại học điện ảnh Moskva về nước năm 1962.
Giai đoạn này, phim tài liệu vẫn đóng vai trò quan trọng. Một số phim đã đạt giải thưởng tại các liên hoan phim quốc tế như: Lũy thép Vĩnh Linh của đạo diễn Ngọc Quỳnh đạt huy chương vàng Liên hoan phim Moskva năm 1971, Đầu sóng ngọn gió của đạo diễn Ngọc Quỳnh, Du kích Củ Chi của đạo diễn Trần Nhu, Đường ra phía trước của đạo diễn Hồng Sến cũng thành công tại các kỳ Liên hoan phim Moskva. Những người dân quê tôi của đạo diễn Trần Văn Thủy đoạt giải Bồ Câu Bạc tại Liên hoan phim Quốc tế Leipzig năm 1970...
Ngành phim hoạt hình cũng giành được hai giải thưởng quốc tế. Nổi trội là các phim Mèo con, Chuyện ông Gióng, Con sáo biết nói, Kăm Phạ – Nàng Ngà, Con khỉ lạc loài.
Nối gót Chung một dòng sông, năm 1965 Hãng phim truyện Việt Nam sản xuất phim Trên vĩ tuyến 17 với hai đạo diễn Lý Thái Bảo và Nhất Hiên. Phim bị đánh giá là đơn giản, không để lại dấu ấn gì. Năm 1966, hãng thực hiện phim Nổi gió dựa trên vở kịch cùng tên của tác giả Đào Hồng Cẩm. Đạo diễn bộ phim là Huy Thành với quay phim Nguyễn Đăng Bẩy. Đây là bộ phim đầu tiên của miền Bắc nói về cuộc chiến tranh với bối cảnh miền Nam. Nổi gió còn giới thiệu cho khán giả hai tài năng diễn xuất là Thế Anh, trong vai Trung úy Phương và Thụy Vân, vai chị Vân.
Năm 1972, đạo diễn Hải Ninh thực hiện bộ phim Vĩ tuyến 17 ngày và đêm. Đây là bộ phim truyện dài 2 tập đầu tiên của Việt Nam do Hãng phim truyện Việt Nam sản xuất. Vai chính Dịu trong phim do diễn viên Trà Giang thể hiện. Vĩ tuyến 17 ngày và đêm đã giành được giải của Hội đồng hoà bình Thế giới Liên hoan phim Quốc tế Moskva năm 1973. Cũng trong liên hoan phim này, Trà Giang đạt giải nữ diễn viên xuất sắc. Năm 1974, đạo diễn Hải Ninh tiếp tục có một phim đáng chú ý khác là Em bé Hà Nội. Ngoài hai diễn viên nổi tiếng là Trà Giang và Thế Anh, vai em bé Hà Nội do diễn viên Lan Hương diễn xuất. Bộ phim được xem là đã khắc họa thành công đời sống của Hà Nội trong những ngày chịu sự tấn công của Không quân Hoa Kỳ.
Một số bộ phim đáng chú ý khác của giai đoạn này có thể kể đến: Đến hẹn lại lên (1974) của đạo diễn Trần Vũ, Tiền tuyến gọi (1969) của Phạm Kỳ Nam. Ngoài những bộ phim dài, điện ảnh miền Bắc còn sản xuất các bộ phim ngắn với mục đích tuyền truyền như Cô giáo Hạnh (1967), Biển gọi (1967), Một chiến công (1968), Em Phước (1969), Bức tranh để lại (1970), Chị Nhung (1970)...
Từ năm 1970, Liên hoan phim Việt Nam bắt đầu được tổ chức và định kỳ 2 hoặc 3 năm một lần. Lần thứ nhất được tổ chức tại Hà Nội, giải Bông sen vàng đã được tặng cho khoảng 60 tác phẩm điện ảnh, trong đó có Nổi gió, Người chiến sĩ trẻ và Nguyễn Văn Trỗi. Lần thứ hai được tổ chức năm 1973, có gần 40 tác phẩm được Bông sen vàng.
Trong giai đoạn 1965 đến 1975, tổng cộng điện ảnh miền Bắc đã sản xuất 49 phim truyện.

### Miền Nam

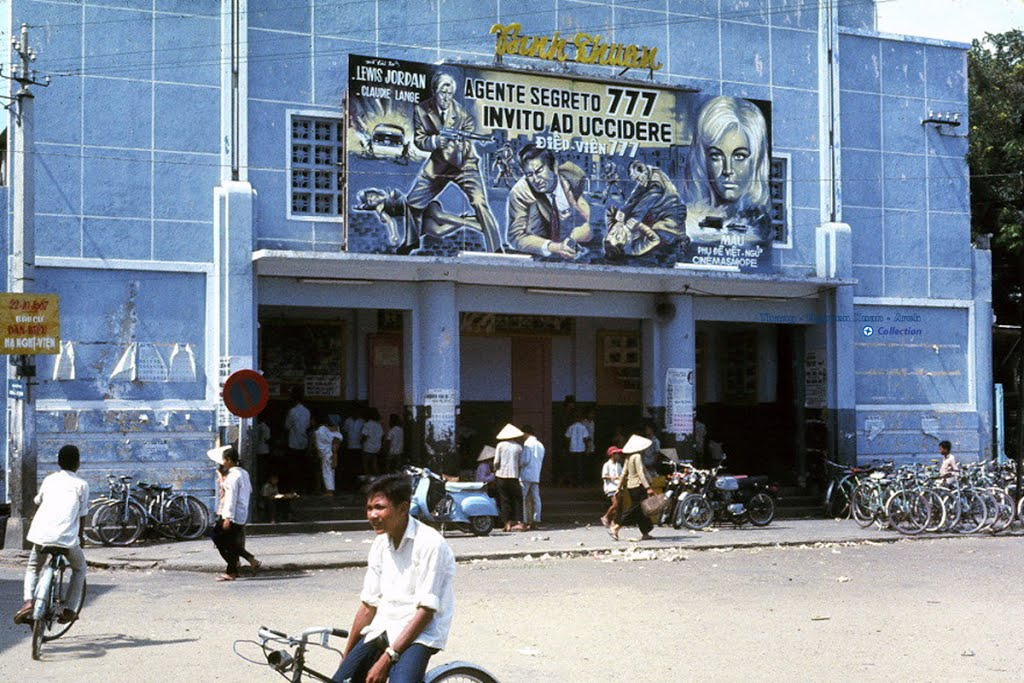
Rạp chiếu phim Bình Thuận tại Phan Thiết, khoảng năm 1966.

Ở miền Nam Việt Nam dưới chính thể Việt Nam Cộng hòa, với thị trường tự do nên các hãng phim chủ yếu sản xuất phim thương mại phục vụ khán giả với nhiều thể loại như hành động, tình cảm, tâm lý xã hội, kinh dị...
Khi người Mỹ chính thức tham chiến vào Chiến tranh Việt Nam, cùng với quân đội họ đã mang theo cả văn hóa Âu Mỹ và những công nghệ kỹ thuật mới vào Việt Nam. Điều này ảnh hưởng đến văn hóa nói chung trong đó có điện ảnh. Một yếu tố khác có ảnh hưởng tới điện ảnh của miền Nam thời kỳ này là sự phát triển mạnh của cải lương những năm cuối thập niên 1950, đầu thập niên 1960. Rất nhiều nghệ sĩ điện ảnh xuất thân từ cải lương. Từ năm 1954 tới 1975, có những giai đoạn hoàng kim, như năm 1957, các hãng phim tư nhân điện ảnh miền Nam sản xuất 37 phim.
Vào đầu thập niên 1960 có 177 rạp chiếu bóng, trong đó 61 rạp ở Sài Gòn, tổng cộng là 83.000 chỗ ngồi. Các rạp thường trình chiếu phim dưới hai hạng:
1. thường lệ: chiếu phim theo suất, có ấn định giờ. Khán giả thường phải đợi mua vé vào cùng một lượt và ra cùng một lượt;
2. thường trực: chiếu một cuốn phim liên tục, khi vừa hết thì sẽ chiếu lại từ đầu. Khán giả có thể đến bất cứ lúc nào để xem, tuy không nhất thiết sẽ được theo dõi phim từ đầu nhưng nếu đợi sẽ coi trọn cuốn phim.

#### Giai đoạn 1954-1960

Bụi đời (1957).

Năm 1955, Phòng Điện ảnh được thành lập. Đến năm 1959 Trung tâm Quốc gia Điện ảnh thuộc Nha Thông tin ra đời, với một đội ngũ những người làm phim gồm 19 đạo diễn, 13 quay phim, 5 chuyên viên thu thanh và 2 chuyên viên dựng phim. Đa số những người này được cố vấn Mỹ dạy tại chỗ hoặc đi tu nghiệp ở nước ngoài trong hai năm từ 1957 đến 1959. Bên cạnh đó còn mời chuyên gia của Philippines đến Sài Gòn hợp tác với một số hãng tư nhân thực hiện những phim tuyên truyền chính trị và quân sự. Trung tâm Điện ảnh chính là nơi đào tạo những chuyên viên điện ảnh đầu tiên của miền Nam.
Điện ảnh khi đó chủ yếu dành cho giới thành thị. Rạp chiếu bóng, mỗi ngày thường chiếu theo suất, thứ bảy có suất chiều, chủ nhật thêm suất sáng. Để thu hút khán giả, các rạp thường mở nhạc các ca sĩ Paul Anka, Andy William, Elvis Presley, Patti Page... Giới trí thức thành thị khi ấy bị ảnh hưởng bởi lối sống Pháp. Các phim tình cảm Pháp thịnh hành, rồi đến những phim miền Tây của Mỹ, phim ca nhạc Ấn Độ.
Giai đoạn 1955 đến 1958, nhiều hãng phim tư nhân được thành lập, tập trung sản xuất loại phim tâm lý xã hội, cổ tích và các đề tài gia đình, truyền thuyết nặng về giải trí. Đây là giai đoạn nở rộ phong trào làm phim cải lương, thần thoại, truyền thuyết, với nhiều bộ phim khơi gợi lòng tự hào của người Việt trong việc ủng hộ phim do người Việt làm ra. Nổi bật nhất trong phong trào làm phim này là các hãng Việt Thanh thành lập năm 1955, Văn Thế năm 1956, Tân Việt điện ảnh năm 1957 do ông Bùi Diễm làm giám đốc. Ngoài ra còn có các hãng phim Trường Sơn, Đông Phương, Liên Hiệp, Viễn Đông, Alpha, Hương Bình...
Các hãng tư nhân sản xuất phim mạnh mẽ, giới thiệu với công chúng một thế hệ diễn viên mới như Kim Cương phim Lòng nhân đạo, Ngọc Bồ Đề; Trang Thiên Kim phim Mục Liên Thanh Đề, Trương Chi; Lê Thị Nam phim Đồng ruộng miền Nam; Kim Lan phim Người mẹ hiền; Thu Trang phim Lục Vân Tiên; Mai Trâm phim Chúng tôi muốn sống; Khánh Ngọc phim Ràng buộc, Ánh sáng miền Nam; Xuân Dung phim Kim trai thời loạn; Kim Hoàng phim Tiền thân Đức Phật Tổ; Thiên Kim phim Huyền Trân công chúa; Túy Phượng phim Thạch Sanh Lý Thông...
Cuối năm 1956, đạo diễn người Mỹ Joseph L. Mankiewicz tới miền Nam Việt Nam thực hiện phim Người Mỹ trầm lặng (The Quiet American, 1958), bộ phim đầu tiên chuyển thể từ tác phẩm cùng tên của nhà văn Graham Greene. Đạo diễn Vĩnh Noãn của phim Chúng tôi muốn sống cũng được mời hợp tác cho bộ phim này. Nhưng bộ phim không thành công, bị nhận sự phản đối bởi chính Graham Greene. Diễn viên Laurence Oliver, người được chọn ban đầu, cũng ủng hộ nhà văn và từ chối tới Việt Nam tham gia bộ phim.
Năm 1957 là năm điện ảnh miền Nam hoạt động mạnh nhất. Chỉ trong năm 1957, các hãng phim tư nhân đã sản xuất hơn 37 phim. Do điều kiện trong nước yếu kém về mặt kỹ thuật nên đa số những phim trắng đen, 35 mm. Nếu muốn tạo được sự chuẩn mực về kỹ thuật đều phải thâu thanh tại nước ngoài. Thành công nhất về doanh thu giai đoạn này Quan Âm Thị Kính. Một bộ phim ăn khách khác là Kiếp hoa (1953) của hãng Kim Chung với hai diễn viên Kim Chung và Kim Xuân, được xem là phim nội địa hay nhất. Diễn viên nữ số một là Kim Cương, người tham gia nhiều phim nhất những năm 1954 đến 1960.
Dịp Giáng Sinh 1957, phim Người đẹp Bình Dương của hãng phim Mỹ Vân với chiến dịch quảng cáo rầm rộ mang đến cho công chúng ngôi sao tương lai Thẩm Thúy Hằng. Cũng năm 1957, Kiều Chinh lần đầu xuất hiện trong phim Hồi chuông Thiên Mụ của đạo diễn Lê Dân, hãng Tân Việt. Năm 1957 cũng là năm đầu tiên Việt Nam sản xuất phim màu Eastman A Color, với cuốn phim Lục Vân Tiên do Tống Ngọc Hạp và Thu Trang (hoa hậu hội chợ Thị Nghè) sản xuất và giữ vai chính, gây sôi nổi một dạo, báo chí phê bình khá nhiều.
Nhưng đến cuối năm 1957, hoạt động sản xuất phim chững lại. Giai đoạn 1958 đến 1960 là giai đoạn thấp nhất của điện ảnh miền Nam so với đỉnh cao là năm 1960. Con số 39 nhà sản xuất phim chỉ còn 9 hãng hoạt động cầm chừng, mỗi năm sản xuất một hai phim, thiếu vốn, phim lỗ, chính sách thuế... Riêng một điểm sáng là phim Đứa con của biển cả đoạt giải thưởng đặc biệt của Liên hoan phim Berlin 1959. Phim này do Trung tâm Quốc gia Điện ảnh thực hiện. Những phim khác trình chiếu có tính cách phóng sự hơn là truyện gồm có Y phục phụ nữ (tiến trình cải biến y phục cổ truyền của đàn bà Việt), Non nước Hương Bình (phong cảnh đất Thần kinh), Sơn mài Việt-Nam (phim màu), Xuân về (phong tục ngày Tết), Điệu xòe sơn cước (vũ điệu người Thái Bắc Việt), Múa tứ linh, Hát bộ, Điệu hò Miền Trung... Chính phủ dùng những đội chiếu phim lưu động để phổ biến phim ở thành thị lẫn nông thôn. Trong khi đó trên thương trường, báo chí cũng không còn ủng hộ điện ảnh trong nước. Các phim nhập khẩu thao túng thị trường, chiếu trong 120 rạp chiếu bóng tại miền Nam khi ấy. Số lượng phim ngoại nhập vào Sài Gòn từ năm 1954 đến 1960 lên tới 1.850 bộ, trong đó phim Mỹ chiếm tới 85-90%. Vào năm 1962, phim Mỹ chỉ còn đạt được 15,4%, trong khi phim chưởng Hồng Kông và tâm lý xã hội loại "sướt mướt" của Đài Loan lên tới 40,8%. Phim của các nước khác cũng được yêu thích trong thời kỳ này là phim ca nhạc, thần thoại Ấn Độ, phim hiệp sĩ của Nhật Bản.

#### Giai đoạn 1960-1970
Trong giai đoạn khó khăn, vẫn có những người đam mê điện ảnh. Như nhóm Bọn Trẻ của Nguyễn Long và Hoàng Anh Tuấn đã cùng bạn bè góp vốn làm phim. Nguyễn Long với bộ phim dài 100 phút Mưa lạnh hoàng hôn (1961) giới thiệu gương mặt diễn viên Mai Ly. Hoàng Anh Tuấn với phim Trời không muốn sáng. Để cạnh tranh lại với phim Ấn Độ, Hồng Kông... Thái Thúc Nha điện ảnh hóa cải lương với những phim Oan ơi ông Địa (1961), vai chính là Thẩm Thúy Hằng hay Bẽ bàng (1961) với Kim Cương. Nhưng do yếu kém về kỹ thuật và được thực hiện vội vàng, hai phim này cũng bị báo giới chê bai.
Khoảng 1962, 1963 điện ảnh miền Nam bắt đầu hồi sinh trở lại. Nhiều hãng phim mới xuất hiện cùng các dự án làm phim. Thời kỳ này các phim bắt đầu sử dụng kỹ thuât phim màu đơn. Hãng phim Alpha tiên phong với Mưa rừng (1962) có Kim Cương cùng Kiều Chinh. Sau đó là bộ phim tốn kém Đôi mắt người xưa của hãng Liêm Phim, được thực hiện trong ba năm từ 1962 đến 1964. Đây cũng là phim đầu tiên Thanh Nga tham gia, tuy nhiên khánh giả lại biết tới cô với Hai chuyến xe hoa được trình chiếu trước vào 1963.
Đạo diễn Lê Mộng Hoàng cùng kịch sĩ Năm Châu thực hiện Tơ tình do hãng Mỹ Vân sản xuất năm 1963. Tơ tình có sự tham gia của Thẩm Thúy Hằng, La Thoại Tân, Mai Ly và nữ ca sĩ Thanh Thúy. Đây là một bộ phim nặng về âm nhạc, trong phim Thẩm Thúy Hằng trong vai ca sĩ Lệ Trinh. Sau thành công lớn về mặt doanh thu của Tơ tình, hãng Mỹ Vân làm tiếp phim Bóng người đi (1964) do Năm Châu đạo diễn. Phim này Thẩm Thúy Hằng diễn xuất cùng Thành Được, Út Bạch Lan.
Năm 1969, Liên Ảnh Công ty thực hiện bộ phim màu màn ảnh rộng Từ Sài Gòn đến Điện Biên Phủ. Về mặt kỹ thuật đây là bộ phim có những tiến bộ vượt bậc. Ngoài những diễn viên điện ảnh tên tuổi Thẩm Thúy Hằng, Kiều Chinh, Đoàn Châu, phim Từ Sài Gòn đến Điện Biên Phủ còn qui tụ các diện viên và soạn giả cải lương như Lê Khanh, Thanh Cao, Ngọc Điệp, Tư Hề, Văn Lượng. Cũng năm 1969, một bộ phim khác đạt kỷ lúc bán vé là Chiều kỷ niệm. Đây là bộ phim đầu tay của nhóm Thẩm Thúy Hằng với đạo diễn là Lê Mộng Hoàng, lời thoại do nghệ sĩ Năm Châu viết. Phim đen trắng, 35 mm dài 1 giờ 45 phút. Ngoài Thẩm Thúy Hằng, Hùng Cường, phim cũng có sự tham gia của các tên tuổi cải lương Năm Châu, Phùng Há, Bảy Ngọc, Thanh Tú... Chỉ trong tuần lễ công chiếu đầu tiên tại rạp Rex, Chiều kỷ niệm đã thu về 1 triệu đồng. Sau vài tuần, con số doanh thu lên tới 10 triệu.
Vào những năm này, để có nhạc cảnh và ca khúc trên phim, các hãng thường đặt các nhạc sĩ như Phạm Duy, Hoàng Thi Thơ, Huỳnh Anh viết. Giọng ca do các ca sĩ như Thái Thanh, Hoài Trung... thể hiện để diễn viên xuất hiện trên phim nhép miệng.
Nhưng phim khác đáng chú ý trong giai đoạn này có thể kể đến: Loạn, Yêu (1964), Dang dở (1965), Giã từ bóng tối (1969), Trai thời loạn (1969)... Ngoài Thẩm Thúy Hằng, Kiều Chinh, Thanh Nga, Kim Cương, điện ảnh còn ghi nhân những tên tuổi Kim Vui, Mộng Tuyền, Thảo Sương, Kim Xuân, Thanh Lan, Thiên Trang, Ngọc Minh... Đạo diễn sung sức nhất thời kỳ này là Lê Mộng Hoàng. Năm 1966, tại Đại hội điện ảnh Á Châu lần thứ 13, nữ diễn viên Xuân Dung đã được trao tặng giải thưởng nữ Diễn viên Xuất sắc nhất với vai diễn trong phim Đôi mắt người xưa do hãng Liêm Phim sản xuất. Đây là giải thưởng quốc tế lớn đầu tiên của các diễn viên điện ảnh miền Nam.

#### Giai đoạn 1970-1975

Tứ quái Sài Gòn (1973).

Cuối thập niên 1960 ở miền Nam, trong khi cải lương ngày càng sa sút thì điện ảnh lại phát triển mạnh mẽ, bước vào thời kỳ hoàng kim. Năm 1969 để kích thích ngành điện ảnh, chính phủ tổ chức "Ngày Điện ảnh Việt Nam" với chủ trương rạp chiếu bóng trên toàn quốc chỉ chiếu phim Việt Nam và không thu tiền vé vào ngày hôm đó để chiêu dụ khán giả vào xem. Tại thủ đô Sài Gòn rạp Rex cho trình chiếu lần đầu phim Xin chọn nơi này làm quê hương của đạo diễn Hoàng Vĩnh Lộc. Sự kiện thành công rực rỡ nên từ đó mỗi năm vào ngày 22 Tháng 9 thì lại khai mạc "Ngày điện ảnh Việt Nam". Cũng vào dịp đó Nha Điện ảnh đệ trình ba chính sách mới của chính phủ:
1. Giúp nhân và phương tiện cho các hãng tư nhân làm phim.
2. Các hãng nhập cảng phim ngoại quốc sẽ được tăng quota nếu sản xuất phim Việt Nam.
3. Nha Điện ảnh sẽ hợp tác với hãng tư nhân nếu phim có đề tài và nội dung thích hợp.

Với hơn 30 hãng phim hoạt động, kinh doanh điện ảnh thực sự có lãi. Số lượng phim tăng lên nhanh chóng: năm 1970 có 6 phim, năm 1971 có 24 phim và đỉnh cao là năm 1972 với 29 phim. Các hãng phim đã nhìn xa trông rộng, biết tìm đối tác, hợp tác cùng các nước trong khu vực để sản xuất. Nếu như trước đây, các hãng phim muốn nhập phim nước ngoài thì phải tự mình sản xuất một phim trong một năm, thì từ năm 1969, chính quyền Việt Nam Cộng hòa cho phép nhập phim tự do. Mặc dù vậy, việc làm phim trong nước với nhiều dự án vấn phát triển mạnh mẽ.
Ngoài các diễn viên cải lương, điện ảnh còn chứng kiến sự lấn sân của các diễn viên kịch, ca sĩ như: Bạch Tuyết với những phim Như hạt mưa sa, Như giọt sương khuya, Lan và Điệp, Con ma nhà họ Hứa; Băng Châu, Bạch Liên với Men tình mùa hạ, Hoa mới nở; Như Loan với Đời chưa trang điểm; Phương Hồng Ngọc với Nắng chiều, Nàng; Phương Hoài Tâm, Thanh Lan với Tiếng hát học trò, Trường tôi; Trang Thanh Lan với Xa lộ không đèn; Ngọc Đan Thanh với Quái nữ Việt quyền đạo; Mai Lệ Huyền với Gác chuông nhà thờ, Ly rượu mừng; Tuyết Lan, Quốc Dũng với Trường tôi; Kiều Phượng Loan, Bạch Lan Thanh...
Từ năm 1970, điện ảnh Việt Nam Cộng hòa liên tục cử nhiều đoàn đi tham dự các liên hoan phim quốc tế tại Tây Đức, Ấn Độ, Nhật Bản, Hồng Kông, Đài Loan, Campuchia... Được sự quan tâm của chính quyền Việt Nam Cộng hòa, năm 1970, Giải thưởng Điện ảnh ra đời. Các hãng Mỹ Vân, Cosunam phim, Việt Nam Phim, Giao Chỉ phim... xin phép những dự án xây dựng phim trường. Từ cuối 1969, các phim sản xuất bắt đầu là phim màu, thường được in tráng ở nước ngoài, nhiều nhất là ở Nhật Bản. Chính phủ còn miễn thuế nhập cảng phim nhựa màu, tạo điều kiện cho các nhà làm phim. Liên tiếp trong các năm 1971, 1972, 1973, 1974 ở các kỳ liên hoan phim trong khu vực, Việt Nam Cộng hòa đều gặt hái được những giải thưởng tôn vinh các diễn viên Kiều Chinh, Thanh Nga, Thẩm Thúy Hằng, Kim Cương...
Giai đoạn này, đề tài làm phim cũng đa dạng hơn, phục vụ thị hiếu đông đảo khán giả. Con ma nhà họ Hứa sản xuất trong hai năm 1972 và 1973 là bộ phim kinh dị đầu tiên của Việt Nam. Phim của Dạ Lý Hương phim, đạo diễn Lê Hoàng Hoa với các diễn viên Năm Châu, Bạch Tuyết, Thanh Tú, Dũng Thanh Lâm, Tư Rọm... đã thắng lớn về doanh thu. Những bộ phim hài như Năm vua hề về làng (1974), Tứ quái Sài Gòn (1973), Sợ vợ mới anh hùng (1974) đều là những phim ăn khách, thu hút khán giả tới rạp. Khi đó điện ảnh võ thuật Hồng Kông đang có sức hấp dẫn mạnh mẽ nên một số nhà làm phim cũng đi theo hướng này. Tiêu biểu như Long hổ sát đấu (1972), Hận thù, Quái nữ Việt quyền đạo.
Một số tác phẩm văn học cũng được các nhà làm phim đưa lên màn ảnh như Trống mái (1971), Gánh hàng hoa (1971) dựa theo tiểu thuyết của Tự Lực văn đoàn, Điệu ru nước mắt (1971), Vết thù trên lưng ngựa hoang (1971) của nhà văn Duyên Anh, Chân trời tím (1970) của Văn Quang. Một đề tài hấp dẫn nữa là khai thác thế giới giang hồ, vũ nữ với những phim Sau giờ giới nghiêm (1972), Xa lộ không đèn (1972), Vết thù trên lưng ngựa hoang (1971), Mãnh lực đồng tiền (1971)... Cùng với đó phản ánh đời sống của giới trẻ thành thị Loan mắt nhung (1970), Hoa mới nở (1974), Hè 72, Anh yêu em...
Loan mắt nhung năm 1970 của đạo diễn Lê Dân được xem là bộ phim chân thực hấp dẫn phản ánh đúng một bộ phận thanh thiếu niên Sài Gòn thời ấy. Phim dài 1 giờ 45 phút, phỏng theo truyện xã hội đen của Nguyễn Thụy Long, người đã sống một thời gian dài cùng du dãng và gái điếm. Với các diễn viên Huỳnh Thanh Trà trong vai Loan mắt nhung, Thanh Nga trong vai Xuân, người yêu của Loan mắt nhung, Ngọc Phu trong vai Thanh Italy, Kim Xuân vai Dung... phim có nhiều tình tiết éo le, những cảnh vũ trường ăn chơi của Sài Gòn.
Cuối năm 1969, đầu 1970, Liên Ảnh công ty bỏ ra một số tiền khổng lồ 14 triệu đồng cho Lê Hoàng Hoa làm phim Chân trời tím dựa theo tiểu thuyết của Văn Quang. Ban đầu Liên Ảnh công ty mời Kiều Chinh đóng vai Liên và đạo diễn được chọn là Hoàng Vĩnh Lộc, nhưng do thời gian chuẩn bị quá lâu nên hai nhân vật này bận phim khác đã từ chối. Về sau được thực hiện với các diễn viên Hùng Cường vai Phi, Thanh Lan vai Phượng, Kim Vui vai Liên, Ánh Nga vai Loan. Ca khúc chính của bộ phim là nhạc phẩm Nửa hồn thương đau rất nổi tiếng của Phạm Đình Chương. Bộ phim được quay 3 tháng trời, với 100 xe tăng, 45 máy bay trực thăng, 300 xe cơ giới đủ loại, 600 diễn viên chính phụ và đã thu vào 94 triệu đồng.
Bên cạnh đó, một số phim khắc họa chân dung người lính Việt Nam Cộng hòa như Người tình không chân dung (1971), Xin nhận nơi này làm quê hương (1968), Người về từ đỉnh núi... Người tình không chân dung của hàng Giao Chỉ phim thực hiện năm 1970 do Hoàng Vĩnh Lộc đạo diễn. Kiều Chinh trong vai chính Mỹ Lan, một phát thanh viên giữ mục Tâm tình chiến sĩ trên đài phát thanh dấn thân vào chiến trường tìm người yêu. Tuy được thực hiện với một kinh phí hạn hẹp, nhưng phim đã đoạt giải chủ đề phim xuất sắc nhất và nữ tài tử chính khả ái nhất tại Đại hội điện ảnh Á Châu lần thứ 17 tổ chức tại Đài Bắc vào ngày 6 tháng 6 năm 1971.
Một vài bộ phim ngoài nội dung rất hay còn có cả nhạc phim rất được ưa chuộng. Chẳng hạn như phim Bão tình(1972)-bộ phim màu đầu tiên của Việt Nam với Kiều Chinh, Hùng Cường... có bản Bão tình của Hoàng Trọng và Tình nhớ của Trịnh Công Sơn do Khánh Ly hát.
Ngoài ra còn có phim Triệu phú bất đắc dĩ với Thanh Việt có bản Mang xuống tuyền đài của Hoàng Trọng đoạt giải thưởng Văn học Nghệ thuật của Việt Nam Cộng Hòa năm 1972-1973 do Khánh Ly thể hiện cũng rất được ưa chuộng.
Năm 1973, bộ phim Con ma nhà họ Hứa của đạo diễn Lê Hoàng Hoa gây tiếng vang lớn về doanh thu và nghệ thuật, mặc dù không chọn bối cảnh rộng và nhân sự khổng lồ. Xuất phẩm này không những cứu nguy cho gánh hát của ông bầu Diệp Nam Thắng khỏi giải thể mà trở thành hiện tượng giải trí đặc biệt trong những ngày Chiến tranh Việt Nam đang hồi khốc liệt nhất.
Cuối năm 1974, hoạt động làm phim vẫn diễn ra sôi động. Lê Hoàng Hoa làm bộ phim kinh dị Giỡn mặt tử thần với Thẩm Thúy Hằng, Phương Uyên. Thẩm Thúy Hằng cũng cùng với đạo diễn Lưu Bạch Đàn lên kế hoạch hợp tác với Nhật Bản quay bộ phim Tình khúc thứ 10, Hòn vọng phu... Ngày Điện ảnh Việt Nam 14 tháng 9 năm 1974, Thái Thúc Nha làm chủ tịch đã phát động phong trào ủng hộ điện ảnh với khẩu hiệu "Người Việt xem phim Việt". Hãng phim Mỹ Vân xây dựng hoàn chỉnh phim trường lớn ở xa lộ Biên Hòa. Dịp tết 1975, màn ảnh Sài Gòn nhộn nhịp với nhiều phim mới được công chiếu: Hải vụ 709, Từ quê ra tỉnh, Nữ quái sợ ma...
Sự kiện 30 tháng 4 năm 1975 đánh dấu kết nền điện ảnh của miền Nam Việt Nam thời kỳ này. Cho đến tận khi đó, một vài bộ phim như Giỡn mặt tử thần của đạo diễn Đỗ Tiến Đức... vẫn chưa kịp công chiếu.

## Giai đoạn sau 1975

### Thời kỳ bao cấp
Sau năm 1975, miền Bắc và miền Nam thống nhất kéo theo những thay đổi của điện ảnh Việt Nam. Tại Sài Gòn, trước khi được đổi tên, những nhà làm phim miền Bắc được tiếp nhận những trang thiết bị, máy móc kỹ thuật của miền Nam. Họ cùng với những nghệ sĩ của miền Nam như các đạo diễn Lê Mộng Hoàng, Lê Hoàng Hoa... các diễn viên Thẩm Thúy Hằng, Kim Cương, Nguyễn Chánh Tín, Lý Huỳnh... hợp thành một đội ngũ làm phim đông đảo. Đề tài làm phim cũng đa dạng. Ngoài những phim về Chiến tranh Việt Nam, cũng có những phim nói về đề tài đô thị miền Nam. Trong giai đoạn này, điện ảnh Thành phố Hồ Chí Minh đóng vai trò quan trọng trong nền điện ảnh Việt Nam.
Xưởng phim Giải phóng – thành lập từ tháng 1 năm 1962 – được mở rộng quy mô, sản xuất nhiều loại hình phim, đổi tên thành Xưởng phim Tổng hợp thành phố Hồ Chí Minh. Xưởng phim Nguyễn Đình Chiểu được thành lập với tiền thân là hãng phim Alpha của Sài Gòn trước 1975. Cơ quan Phát hành phim và chiếu bóng Giải phóng chuyển thành Chi nhánh Phát hành phim Trung ương tại Thành phố Hồ Chí Minh. Trung tâm tư liệu phim các tỉnh phía Nam được thành lập để quản lý, lưu trữ các phim của điện ảnh miền Nam trước 1975, đến tháng 9 năm 1979 trở thành Cơ sở II của Viện Tư liệu phim Việt Nam – nay là Viện Nghệ thuật và Lưu trữ Điện ảnh.
Bộ phim đầu tiên được ra đời Bên lề 30 – 4. Tiếp đó, Đài truyền hình thành phố thực hiện phim Cô Nhíp (1976) của đạo diễn Khương Mễ. Hãng phim truyện Việt Nam có Ngày lễ thánh do Bạch Diệp biên kịch và đạo diễn với các diễn viên Trà Giang, Như Quỳnh, Tuệ Minh, Trần Phương. Cũng năm 1976, Hãng phim truyện Việt Nam còn thực hiện một bộ phim đáng chú ý khác là Sao tháng tám, đạo diễn Trần Đắc, diễn viên Thanh Tú, Đức Hoàn, Lê Dũng Nhi.
Ngoài 350 rạp chiếu phim, điện ảnh còn được phố biến nhờ 1.400 đội chiếu bóng lưu động. Đề tài chính của điện ảnh Việt Nam giai đoạn này vẫn là cuộc chiến tranh vừa kết thúc. Những bộ phim tiếp theo Mối tình đầu (1977), Mùa gió chướng (1978), Mẹ vắng nhà (1979)... và Cánh đồng hoang (1979) của Xưởng phim Tổng hợp là bộ phim dấu ấn nhất trong thời kỳ này.
Năm 1979, phim Tội lỗi cuối cùng của đạo diễn Trần Phương đã gây được tiếng vang lớn vì thoát khỏi cái bóng của dòng phim cách mạng mà nói về những đề tài xã hội. Cốt truyện phim khá giống phim Vết thù trên lưng ngựa hoang được làm năm 1971 tại miền Nam. Phim còn có bản nhạc rất nổi tiếng của nhạc sĩ Trịnh Công Sơn: Đời gọi em biết bao lần.
Cánh đồng hoang do nhà văn Nguyễn Quang Sáng viết kịch bản, đạo diễn phim là Nguyễn Hồng Sến. Trước đó hai người đã hợp tác trong Mùa gió chướng, bộ phim đầu tay của Nguyễn Hống Sến trên vai trò đạo diễn, cũng là kịch bản đầu tay của Nguyễn Quang Sáng. Lấy bối cảnh vùng Đồng Tháp Mười, bộ phim phản ánh đời sống của một gia đình trong thời gian chiến tranh Việt Nam. Hai diễn viên chính của Cánh đồng hoang là Lâm Tới và Thúy An. Cánh đồng hoang đã giành được nhiều giải quan trọng trong Liên hoan phim Việt Nam lần thứ 5 năm 1980 và Huy chương vàng tại Liên hoan phim Quốc tế Moskva, 1981.
Sang thập niên 1980, đề tài làm phim đã thực sự đa dạng. Đạo diễn Phạm Văn Khoa có hai bộ phim chuyển thể từ tác phẩm văn học, Chị Dậu (1980) từ tiểu thuyết Tắt đèn của Ngô Tất Tố và Làng Vũ Đại ngày ấy (1983) từ Sống mòn, Chí Phèo, Lão Hạc của Nam Cao. Đạo diễn Đặng Nhật Minh cũng đã thực hiện những bộ phim được chú ý, Thị xã trong tầm tay (1982), Bao giờ cho đến tháng Mười (1984) và Cô gái trên sông (1986).
Một tác phẩm điện ảnh dấu ấn trong giai đoạn này là bộ phim dài hơi Ván bài lật ngửa của đạo diễn Lê Hoàng Hoa do Xưởng phim Tổng hợp Thành phố Hồ Chí Minh sản xuất. Ván bài lật ngửa được thực hiện từ năm 1982 tới năm 1987, gồm 8 tập: Đứa con nuôi vị giám mục, Quân cờ di động, Phát súng trên cao nguyên, Cơn hồng thủy và bản tango số 3, Trời xanh qua kẽ lá, Lời cảnh cáo cuối cùng, Cao áp và nước lũ, Vòng hoa trước mộ. Phim được chuyển thể từ tiểu thuyết tình báo cùng tên của nhà văn Nguyễn Trương Thiên Lý. Vai điệp viên Nguyễn Thành Luân do Nguyễn Chánh Tín và vai Thùy Dung do Thúy An và Thanh Lan thể hiện. Ván bài lật ngửa đã giành được Giải đặc biệt tại Liên hoan phim Việt Nam lần thứ 6 năm 1983, Bông sen bạc và nam diễn viên chính xuất sắc tại lần thứ 7 năm 1985.
Từ tháng 4 năm 1975 đến năm 1985, điện ảnh Việt Nam đã thực hiện 149 bộ phim truyện ra mắt công chúng. Mỗi năm còn trung bình 12 phim hoạt hình và nhiều phim tài liệu. Năm 1986 hoàn thành 4 tập phim Biệt động Sài Gòn (làm từ 1982), là phim nhựa màu đầu tiên của điện ảnh Việt Nam.

### Thời kỳ mở cửa
Đến cuối thập niên 1980, khi Việt Nam bước sang giai đoạn Đổi mới thì điện ảnh rơi vào thời kỳ khủng hoảng. Những năm trước, trong thời kỳ bao cấp, các hãng phim được nhà nước cấp kinh phí để sản xuất phim, khâu phát hành phim do cơ quan khác quản lý. Đây là một trong những lý do làm giảm chất lượng phim. Thời kỳ này, sự cắt giảm ngân sách của Nhà nước làm cho điện ảnh không đủ kinh phí để sản xuất phim. Việc phân cấp các rạp và đội chiếu bóng về cho tỉnh, thành và quận, huyện được từ đầu thập niên 1980, tới thời gian này được thực hiện triệt để. Nhà nước bắt đầu xóa bỏ bao cấp dành cho điện ảnh, chuyển từ chế độ bao cấp sang chế độ hạch toán kinh tế, có sự tài trợ một phần của Nhà nước. Các máy móc thiết bị làm phim đã cũ kỹ, tiền của Nhà nước đầu tư cho điện ảnh cũng bị thất thoát.
Trong khi điện ảnh rơi vào bi kịch thì thể loại phim video mới xuất hiện và nhanh chóng đạt tới thời kỳ hoàng kim, thu hút một số lượng khán giả rất lớn (phim video đầu tiên là Bỉ vỏ, chuyển thể từ tiểu thuyết cùng tên của nhà văn Nguyên Hồng). Số lượng máy video tăng nhanh và rạp chiếu phim không còn sức hút với khán giả. Nhiều hãng phim điện ảnh chỉ còn sản xuất một hai phim một năm, và chuyển sang làm phim video. Dòng phim này chủ yếu sản xuất ở miền Nam, rất nhiều bộ phim thương mại được sản xuất ồ ạt, nội dung đơn giản, thường gọi là dòng "phim mỳ ăn liền". Dòng phim này cũng kéo theo một thế hệ diễn viên ngôi sao mới như Lý Hùng, Diễm Hương, Việt Trinh, Lê Công Tuấn Anh, Lê Tuấn Anh, Thái San, Y Phụng, Công Hậu, Thu Hà...
Một thời gian đầu, các phim mỳ ăn liền hướng tới các đề tài dân gian, những câu chuyện cổ tích như Phạm Công Cúc Hoa, Thạch Sanh, Tấm Cám... Khi thể loại phim võ thuật của Hồng Kông du nhập vào Việt Nam mạnh mẽ, các nhà làm phim cũng sản xuất hàng loạt những phim võ hiệp dã sử Thăng Long đệ nhất kiếm, Lửa cháy thành Đại La, Tráng sĩ Bồ Đề, Chuyện tình Mỵ Châu... Không chỉ dùng phim video, một vài phim như Thăng Long đệ nhất kiếm là phim điện ảnh. Thời kỳ cuối cùng, cùng là giai đoạn mạnh mẽ nhất, là những bộ phim tình cảm sướt mướt, bi lụy, những cuộc tình tay ba ngang trái: Sau những giấc mơ hồng, Em không dối lừa, Sao em vội lấy chồng, Sau cơn mưa trời lại sáng, Tóc gió thôi bay, Đừng nói xa nhau... Cho đến giữa thập niên 1990, do nhu cầu và thị hiếu khán giả thay đổi, dòng phim này bắt đầu đi xuống.
Giai đoạn này số lượng phim điện ảnh được sản xuất giảm đáng kể. Số lượng rạp chiếu phim cũng giảm bớt. Nhiều rạp chiếu phim bị phá bỏ, hoặc chuyển sang kinh doanh lĩnh vực khác, biến thành vũ trường. Một vài tác phẩm thành công của thời kỳ này có thể kể đến Người đi tìm dĩ vãng chuyển thể từ tiểu thuyết Ăn mày dĩ vãng của nhà văn Chu Lai với các diễn viên Trần Lực, Thanh Mai, Lê Công Tuấn Anh, Thương Tín; Đêm hội Long Trì (1989) được chuyển thể từ tác phẩm của nhà văn Nguyễn Huy Tưởng, đạo diễn Hải Ninh, diễn viên Hoàng Cúc, Lê Vân; Tình khúc 68 (1988) của đạo diễn Lê Mộng Hoàng với Thương Tín, Phan Vũ và Vị đắng tình yêu (1991) của Lê Xuân Hoàng.
Vị đắng tình yêu được Hãng phim Giải Phóng sản xuất năm 1991, do Lê Xuân Hoàng đạo diễn với các diễn viên Thủy Tiên, Lê Công Tuấn Anh, Lê Cung Bắc, Y Phụng, Phước Sang... Vai Quang "Don Quixote" là vai diễn dấu ấn của Lê Công Tuấn Anh. Tại Liên hoan phim Việt Nam lần thứ 10 năm 1993, Vị đắng tình yêu đã giành nhiều giải quan trọng: Bông sen vàng, Đạo diễn xuất sắc, Nam diễn viên chính xuất sắc. Đây được xem là một bộ phim vừa thành công về doanh thu lẫn nghệ thuật.
Năm 1992, có hai bộ phim Pháp được thực hiện ở Việt Nam. Người tình (L'Amant) của đạo diễn Jean-Jacques Annaud dựa theo tiểu thuyết cùng tên của Marguerite Duras với sự tham gia của nữ diễn viên Pháp Jane March và diễn viên Hồng Kông Lương Gia Huy. Bộ phim thứ hai là Đông Dương (Indochine), đạo diễn Régis Wargnier và hai ngôi sao Catherine Deneuve và Vincent Perez. Diễn viên người Pháp gốc Việt Phạm Linh Đan trong vai Camille, con gái nuôi của Eliane Devries – vai do Catherine Deneuve thể hiện. Đông Dương đã được trao giải Oscar cho phim ngoại ngữ hay nhất năm 1992.
Năm 1993, chương trình Chấn hưng điện ảnh cấp Nhà nước được Chính phủ phê duyệt và bước đầu triển khai.

### Điện ảnh hải ngoại

#### Quay tại Việt Nam
Từ những năm ngay sau 1945, đã có những thước phim của các Việt kiều Pháp gửi về Việt Nam. Đó là những phim tài liệu về Hội nghị Fontainebleau, Hồ Chí Minh ở Pháp, hay về đời sống của những Việt kiều. Đầu thập niên 1950, có những thanh niên Việt Nam sang Pháp học về điện ảnh. Sau khi tốt nghiệp, một số về nước làm phim, như đạo diễn Phạm Kỳ Nam của miền Bắc, Lê Dân, Hoàng Anh Tuấn, Lê Mộng Hoàng của miền Nam. Một số khác ở lại Pháp làm phim, nhưng không có thành công đáng kể.
Đạo diễn Việt kiều đầu tiên được giới điện ảnh nước ngoài chú ý đến là đạo diễn Lê Lâm với bộ phim ngắn Long Vân Khánh Hội làm năm 1980 tại Pháp. Bộ phim nói về một người lái tàu hỏa phải thực hiện công việc trong khi người vợ ở nhà đang hấp hối. Long Vân Khánh Hội được giới thiệu trong chương trình Triển vọng của điện ảnh Pháp tại Liên hoan phim Cannes năm đó. Ba năm sau, Lê Lâm làm tiếp phim Tro tàn của đế chế. Bộ phim là một hoài niệm của tác giả về quê hương trong mối quan hệ với những người Pháp thông qua nhân vật viên sĩ quan và người nữ tu sĩ Pháp, do nữ diễn viên nổi tiếng người Pháp Dominique Sanda thủ vai.
Trong mười năm sau đó, Lê Lâm không làm phim nữa và cũng không có tên tuổi của đạo diễn người Việt nào được nhắc đến trong hoạt động điện ảnh ở nước ngoài.
Mở đầu cho làn sóng các đạo diễn Việt kiều về Việt Nam làm phim là Hồ Quang Minh. Vào năm 1985, đạo diễn Hồ Quang Minh từ Thụy Sĩ về nước thực hiện bộ phim Con thú tật nguyền của Hãng phim Giải Phóng. Tiếp đó ông làm các bộ phim Trang giấy trắng (1991), Bụi hồng (1996) và mang những phim này tham dự một số liên hoan phim quốc tế.
Năm 1993, đạo diễn trẻ người Pháp gốc Việt Trần Anh Hùng thực hiện bộ phim đầu tay Mùi đu đủ xanh (L'Odeur de la papaye verte) tại Pháp. Bộ phim nói về một cô gái, từ khi còn bé tới lúc trưởng thành, ở Sài Gòn trong thập niên 1950. Trong một khung cảnh nhỏ hẹp, cốt truyện đơn giản, tác giả đặc biệt chú ý đến hình ảnh và màu sắc. Và ngay từ tác phẩm đầu tay này, Trần Anh Hùng đã thành công. Mùi đu đủ xanh giành được giải Trẻ và giải Camera vàng trong Liên hoan phim Cannes năm đó. Sang năm 1994, phim được đề cử tranh giải Oscar cho phim ngoại ngữ hay nhất và giành được giải César cho tác phẩm đầu tay.
Năm 1995, Trần Anh Hùng trở về Việt Nam làm phim Xích lô (Cyclo). Xích lô có sự tham gia của nhiều diễn viên Việt Nam cùng ngôi sao điện ảnh Hồng Kông Lương Triều Vỹ. Khác với bộ phim trước, bối cảnh của Xích lô là Thành phố Hồ Chí Minh trong thập niên 1990 với nhiều bạo lực, tệ nạn. Phim đã giành được giải Sư tử vàng và giải FIPRESCI tại Liên hoan phim Venezia năm 1995. Năm 1999, Trần Anh Hùng thực hiện bộ phim thứ ba cũng ở Việt Nam, Mùa hè chiều thẳng đứng (À la verticale de l'été) với sự tham gia của nhiều diễn viên Việt Nam nổi tiếng: Lê Khanh, Như Quỳnh, Trần Quang Hải, Lê Tuấn Anh... Với ba phim, tuy giành được những thành công ở nước ngoài, Trần Anh Hùng không được nhiều khán giả Việt Nam biết tới. Các nhà làm phim trong nước đánh giá phim Trần Anh Hùng ít bản sắc Việt Nam.
Cũng năm 1999, đạo diễn Việt kiều Mỹ Tony Bùi về nước làm Ba mùa (Three Seasons), một bộ phim với ba câu chuyện nhỏ xen kẽ với nhau. Ba mùa có sự tham gia của diễn viên người Mỹ Harvey Keitel trong vai một cựu chiến binh Mỹ trở lại Việt Nam tìm con gái, và các diễn viên Việt Nam như Đơn Dương, Ngọc Hiệp... Ba mùa được công chiếu rộng rãi ở Việt Nam và đã thu hút được khán giả. Phim đoạt cả hai giải của khán giả lẫn giám khảo tại Liên hoan phim Sundance. Năm 2001, Tony Bùi đứng ra làm nhà sản xuất cho bộ phim đầu tay của anh mình là Timothy Linh Bùi mang tên Rồng xanh (Green Dragon). Bộ phim nói về những người Việt tị nạn sau biến cố tháng 4 năm 1975 với sự tham gia của ngôi sao Hollywood Patrick Swayze, diễn viên Đơn Dương, các diễn viên hải ngoại Lê Thị Hiệp, Kathleen Luong. Rồng xanh vấp phải sự phản đối của Nhà nước Việt Nam và sau bộ phim này, diễn viên Đơn Dương rời Việt Nam sang định cư tại Hoa Kỳ. Trước đó Đơn Dương cũng tham gia một bộ phim Hollywood khác nói về Chiến tranh Việt Nam là Chúng ta là những người lính (We Were Soldiers 2002) cùng Mel Gibson.
Sang thập niên 2000, làn sóng các đạo diễn Việt kiều về nước làm phim trở nên mạnh mẽ. Như Hồ Quang Minh với Thời xa vắng (2004), Việt Linh với Mê Thảo – Thời vang bóng (2003), Nguyễn Võ Nghiêm Minh với Mùa len trâu (2004), Đoàn Minh Phượng với Hạt mưa rơi bao lâu (2005), Áo lụa Hà Đông	của Lưu Huỳnh (2006). Charlie Nguyễn với Dòng máu anh hùng (2007). Phim của những đạo diễn này đã giành được nhiều giải thưởng tại Liên hoan phim Việt Nam và họ cùng với các nhà làm phim trong nước tạo nên nền điện ảnh Việt Nam đương đại.

#### Quay tại hải ngoại
Bên cạnh những đạo diễn về Việt Nam làm phim, một số nhà làm phim Việt kiều thực hiện các bộ phim ngay tại hải ngoại.
Năm 2003, một đạo diễn trẻ Victor Vũ thực hiện bộ phim thứ hai của mình là Một buổi sáng đầu năm (First Morning). Trước đó anh đã làm một phim ngắn tên Firecracker vào năm 1997. Một buổi sáng đầu năm được thực hiện đơn giản, nhưng về nội dung tác giả lại muốn đề cập đến nhiều khía cạnh cuộc sống của người Việt tị nạn. Bộ phim, với sự tham gia của những diễn viên trẻ của điện ảnh hải ngoại là Johnny Trí Nguyễn và Kathleen Lương, đã không để lại dấu ấn gì. Năm 2004, Victor Vũ làm Oan hồn (Spirits), một phim thuộc thể loại kinh dị mang đậm chất Á đông. Oan hồn được báo chí Việt Nam nhắc đến và Victor Vũ đã mang bộ phim này tham dự một số liên hoan phim. Năm sau 2006, Victor Vũ tiếp tục sản xuất bộ phim kinh dị Thế giới huyền bí tập 1 là Tình yêu bất biệt (Mysterious World, Episode 1: Love Never Die).
Tại Pháp, một đạo diễn trẻ gốc Việt là Kim Chapiron. Anh bắt đầu là một người thiết kế web trước khi bước chân vào điện ảnh. Những bộ phim đầu tay của Kim Chapiron Tarubi, l'Arabe Strait (2000) et La Barbichette (2002) đã tham dự nhiều liên hoan phim như Locarno, Cicuito Off Venice, Les Lutins du Court-Métrage. Năm 1995, cùng Romain Gavras, Kim Chapiron thành lập hội nghệ sĩ Kourtrajmé, tập hợp nhiều tên tuổi nổi tiếng: tay guitar Nguyên Lê, diễn viên Vincent Cassel... Sheitan, phim dài đầu tay của Kim Chapiron do Vincent Cassel sản xuất có sự tham gia diễn xuất của Vincent Cassel và Monica Bellucci. Thời điểm 2007, tác phẩm mới nhất của Kim Chapiron là video clip France à fric cho ca sĩ nhạc rap Rockin' Squat.
Bắt đầu năm 2005 và chính thức ra mắt năm 2007, đạo diễn Hàm Trần với bộ phim Vượt sóng (Journey from the Fall – Hành trình từ sự sụp đổ) đã giành được sự chú ý của cộng đồng người Việt hải ngoại. Phim được trình chiếu rộng rãi tại Hoa Kỳ và đã đoạt được doanh thu cao nhất cho mỗi rạp. Bộ phim nói về cảnh ngộ của những người trong trại cải tạo ở Việt Nam sau 1975 và sau đó là những thuyền nhân. Vượt sóng có sự tham gia của Kiều Chinh, Nguyễn Long và diễn viên, nữ ca sĩ Diễm Liên. Kinh phí sản xuất bộ phim này cũng do cộng đồng người Việt ở Mỹ tài trợ.
Vào năm 2003, Đại hội Điện ảnh Việt Nam Quốc tế lần đầu tiên được tổ chức ở vùng Little Saigon của Quận Cam, California, Hoa Kỳ. Sau đó Đại hội được tổ chức hai năm một lần. Đây là đại hội điện ảnh duy nhất dành riêng cho các nhà làm phim gốc Việt trên toàn thế giới. Ngoài những nhà làm phim Việt kiều, một số đạo diễn trong nước như Pham Nhuệ Giang, hay Bùi Thạc Chuyên cũng đem phim tới dự. Năm 2007, đại hội được tổ chức ở trường Đại học California tại Irvine với 51 phim gồm 13 phim dài, 36 phim ngắn. Ngoài những phim thực hiện trong nước như Sống trong sợ hãi của đạo diễn Bùi Thạc Chuyên, Áo lụa Hà Đông của Lưu Huỳnh. Dòng máu anh hùng của hãng phim Chánh Phương, còn có những phim điện ảnh hải ngoại Vượt sóng (Journey from the Fall) của Hàm Trần, Bụi đời (Dust of Life) của Lê Văn Kiệt.

#### Thế hệ di cư và con đường đến Hollywood
Sau 1975, nhiều người Việt rời Việt Nam định cư ở nước ngoài. Một số diễn viên Việt kiều tham gia vào nền điện ảnh nơi họ định cư. Kiều Chinh giành được nhiều vai diễn nhỏ tại Hollywood. Năm 1993, Lê Thị Hiệp đóng vai nữ chính bên cạnh Tommy Lee Jones trong bộ phim về Chiến tranh Việt Nam Trời và đất (Heaven & Earth, 1993) của đạo diễn nổi tiếng Oliver Stone. Tại Pháp, Phạm Linh Đan giành giải César cho Nữ diễn viên triển vọng trong phim De battre mon cœur s'est arrêté năm 2006. Cảnh sát người Pháp gốc Việt Nguyễn Văn Lộc đóng vai chính trong một số sê-ri phim truyền hình dựa theo cuốn tự truyện của chính ông. Các diễn viên như Johnny Trí Nguyễn, Dustin Nguyễn cũng tham gia nhiều phim của Hollywood. Trên màn ảnh Mỹ, Hồng Châu qua các vai diễn trong phim Downsizing (2017) và The Whale (2022) đã trở thành nữ diễn viên gốc Việt đầu tiên được đề cử Giải Quả cầu vàng và Giải Oscar; nhiều nhân vật mà cô đóng là người Việt Nam hoặc gốc Việt, như vai Trần Ngọc Lan trong phim Downsizing (2017) và vai Bà Triệu trong sê-ri Watchmen (2019). Nam diễn viên người Úc gốc Việt Hoa Xuande đóng vai chính bên cạnh Robert Downey Jr., cùng với nhiều vai phụ đảm nhận bởi các diễn viên người Việt như Kiều Chinh, Nguyễn Cao Kỳ Duyên và Phanxinê, trong sê-ri Cảm tình viên (2024) của A24 dựa trên tiểu thuyết cùng tên thắng giải Pulitzer của nhà văn người Mỹ gốc Việt Nguyễn Thanh Việt.

Một vài diễn viên mang một phần dòng máu Việt khác cũng giành được nhiều thành công, như Chung Lệ Đề nổi tiếng ở Hồng Kông. Tại Hoa Kỳ, Maggie Q tham gia diễn xuất trong những bộ phim lớn của Hollywood như Nhiệm vụ bất khả thi 3 (Mission: Impossible III, 2006) và Die Hard 4 (2007); cô đã đảm nhận nhiều nhân vật là người gốc Việt như vai đặc vụ FBI Hannah Wells trong sê-ri Designated Survivor (2016-2019) và vai nữ chính Anna trong phim The Protégé (2021) được quay tại Việt Nam. Nam diễn viên gốc Hoa sinh tại Việt Nam Quan Kế Huy với vai diễn trong phim Cuộc chiến đa vũ trụ (2022) đã trở thành nam diễn viên gốc Á thứ hai trong lịch sử thắng Giải Oscar cho hạng mục nam diễn viên phụ xuất sắc nhất.

### Thời kỳ đương đại
Từ giữa thập niên 1990, điện ảnh Việt Nam bắt đầu bước dần ra khỏi thời kỳ khủng hoảng. Số lượng phim tăng lên. Ngoài những phim tiếp tục khai thác đề tài chiến tranh như Hà Nội, mùa đông năm 1946 (1997) của Đặng Nhật Minh, Ngã ba Đồng Lộc (1997) của Lưu Trọng Ninh, Đời cát (1999) của Nguyễn Thanh Vân, Ai xuôi Vạn Lý (1996) của Lê Hoàng... các nhà làm phim đã hướng tới những đề tài đương đại: Vương Đức với Những người thợ xẻ (1998), Nhuệ Giang với Thung lũng hoang vắng (2000), Đỗ Minh Tuấn với Vua bãi rác (2002)...
Năm 2000, Liên hoan phim châu Á-Thái Bình Dương được tổ chức ở Hà Nội. Điện ảnh Việt Nam đã giành được nhiều giải quan trọng: Phim hay nhất cho Đời cát của đạo diễn Nguyễn Thanh Vân, hai diễn viên Mai Hoa và Hồng Ánh trong Đời cát đạt hai giải dành cho nữ diễn viên chính và nữ diễn viên phụ xuất sắc nhất. Trước đó, năm 1999, Tiếng vĩ cầm ở Mỹ Lai của Trần Văn Thủy đạt phim ngắn hay nhất tại Liên hoan phim châu Á-Thái Bình Dương tổ chức ở Thái Lan.
Nhưng hầu hết những bộ phim này, với tư duy làm phim cũ, đã không kéo được khán giả tới rạp, các phim làm ra tiếp tục thua lỗ. Nhà nước vẫn cấp kinh phí để sản xuất những phim kỷ niệm các ngày lễ lớn. Những bộ phim đó thường được thực hiện với kinh phí lớn, nhưng ít được khán giả quan tâm, thậm chí các tên phim Ký ức Điện Biên, Giải phóng Sài Gòn còn làm khán giả tưởng nhầm là phim tài liệu. Ký ức Điện Biên (2004) kỷ niệm 50 năm chiến thắng Điện Biên Phủ được đầu tư 13 tỷ đồng, khi công chiếu thu hút rất ít khán giả. Trong ba ngày chiếu tại rạp Đống Đa Thành phố Hồ Chí Minh chỉ bán được 60 vé. Tại Hà Nội, ngoài hai suất chiếu phục vụ công ích cũng chỉ chiếu được tám suất doanh thu, bình quân 25, 30 vé. Sau đó Nhà nước có văn bản chỉ đạo các cơ quan, doanh nghiệp tổ chức xem phim. Tuy thế, tại lễ trao giải Cánh diều vàng 2004, với Ký ức Điện Biên Đỗ Minh Tuấn vẫn nhận giải Đạo diễn xuất sắc nhất.
Vào cuối thập niên 1990, đầu thập niên 2000, nhiều rạp chiếu phim được nâng cấp, trang bị hiện đại. Trung tâm Chiếu phim Quốc gia được xây dựng mới ở Hà Nội. Một làn sóng phim nước ngoài tràn ngập vào Việt Nam với những bộ phim ăn khách của Mỹ, Hàn Quốc, Hồng Kông. Khán giả Việt Nam bắt đầu lấy lại thói quen tới rạp chiếu phim. Năm 2001, đạo diễn người Úc Phillip Noyce tới Việt Nam quay bộ phim Người Mỹ trầm lặng (The Quiet American) chuyển thể từ tiểu thuyết cùng tên của nhà văn Graham Greene. Phim có sự tham gia của hai diễn viên nổi tiếng của Hollywood là Michael Caine và Brendan Fraser. Vai nữ chính trong phim do diễn viên Việt Nam Hải Yến đóng.
Đầu thập niên 2000, các nhà làm phim Việt Nam cũng cố gắng làm những phim thu hút khán giả. Người đi đầu trong trào lưu làm phim thương mại là đạo diễn Lê Hoàng với Gái nhảy (2003) của Hãng phim Giải phóng. Năm 2001, Lê Hoàng nhận kịch bản Trường hợp của Hạnh của biên kịch Ngụy Ngữ. Ban đầu ông định làm phim theo phong cách bán tài liệu, sau đó chuyển dần sang hướng phim xã hội và lấy tên phim là Gái nhảy. Được công chiều vào dịp Tết đầu năm 2003, Gái nhảy với hai diễn viên chính Minh Thư và Mỹ Duyên đã thu hút một số lớn khán giả. Tuy gặp phải sự phê bình mạnh mẽ của báo chí và đồng nghiệp, phim vẫn đạt kỷ lục về doanh thu, khoảng 12 tỷ đồng. Những năm tiếp theo, Lê Hoàng tiếp tục sản xuất những phim ăn khách khác như Lọ lem hè phố (2004), Nữ tướng cướp (2005), Trai nhảy (2007).

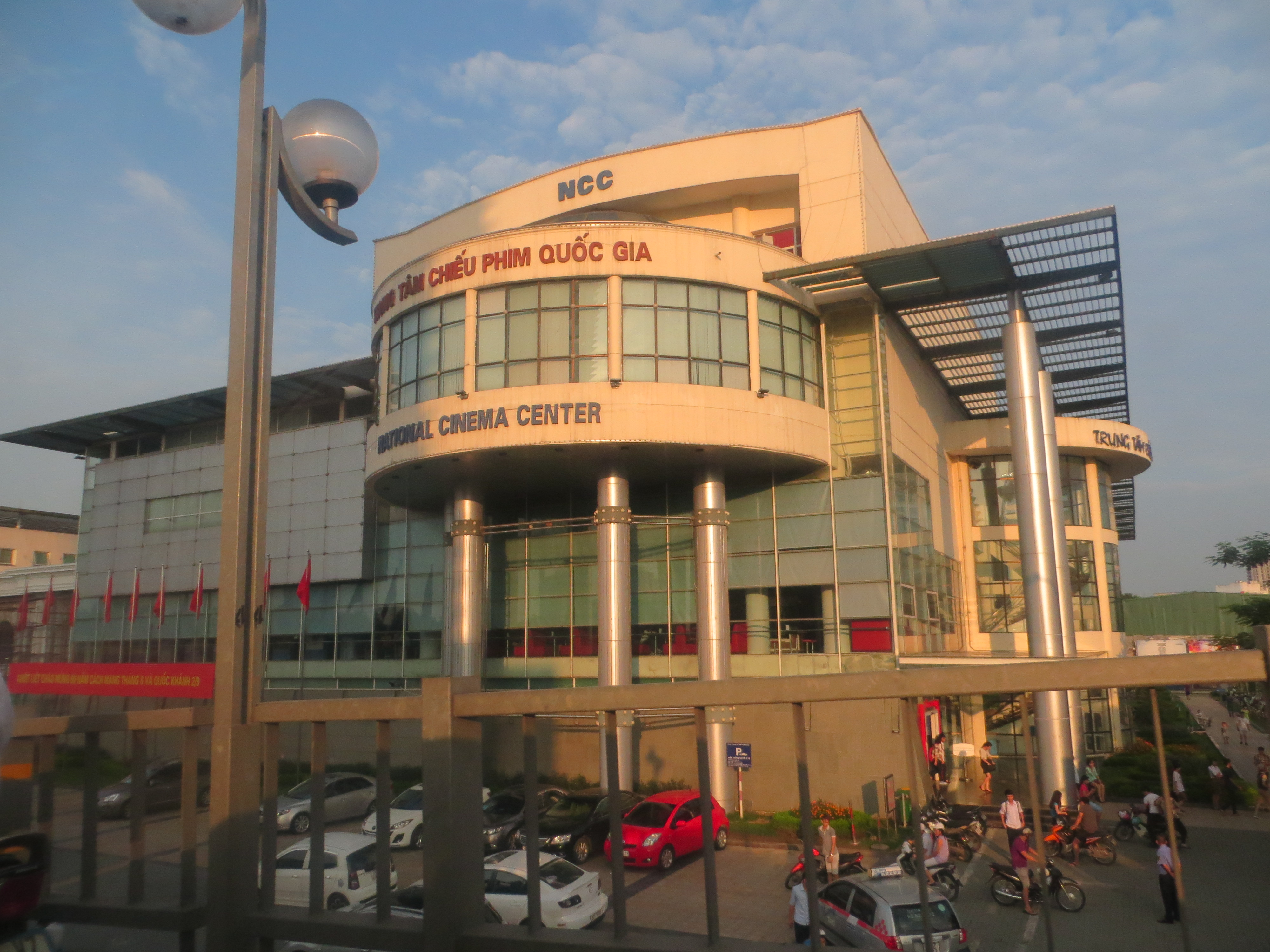
Trung tâm Chiếu phim Quốc gia tại Hà Nội

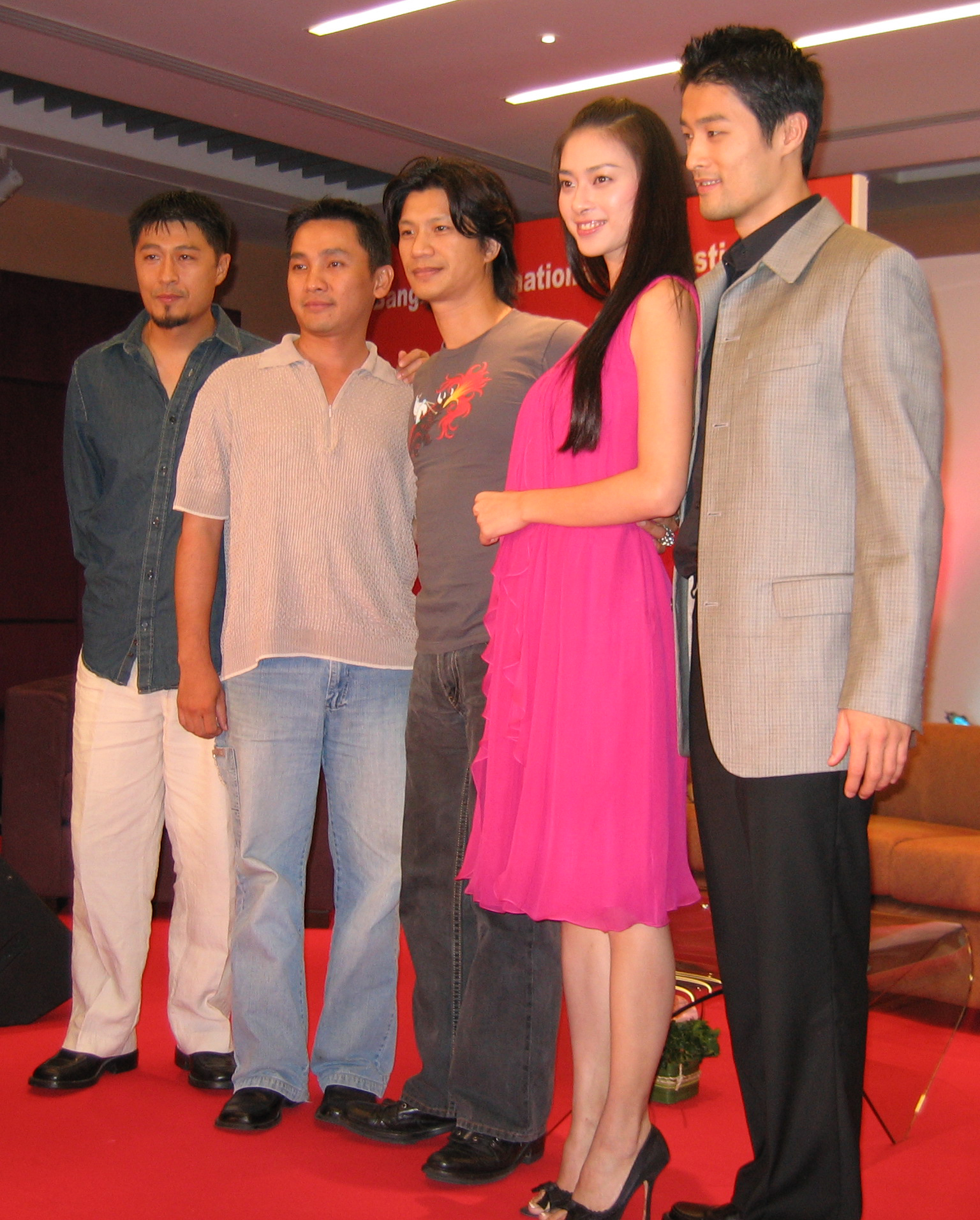
Các thành viên của Dòng máu anh hùng tại Liên hoan phim quốc tế Bangkok 2007. Từ trái sang: Charlie Nguyễn, Jimmy Nghiêm Phạm, Dustin Nguyễn, Ngô Thanh Vân và Johnny Trí Nguyễn.

Điện ảnh trở thành một thị trường với nhiều hãng phim tư nhân tham gia. Trong đó có những hãng phim lớn mạnh như hãng Thiên Ngân và hãng Phước Sang. Năm 2004, Thiên Ngân tung ra Những cô gái chân dài của đạo diễn Vũ Ngọc Đãng với một chiến dịch quảng cáo rầm rộ. Bộ phim có nhiều điều mới so với điện ảnh Việt Nam: một trang web riêng cho phim, cuộc thi vẽ poster, soundtrack được làm riêng cho phim với ca sĩ nổi tiếng. Những cô gái chân dài là bộ phim nói về giới người mẫu, các vai chính cũng do những người mẫu nổi tiếng Anh Thư, Xuân Lan, Dương Yến Ngọc, Thanh Hằng, Ngọc Nga đảm nhận. Không chỉ thành công về thương mại, Những cô gái chân dài còn là bộ phim tư nhân đầu tiên tham gia Liên hoan phim Việt Nam và đã đạt giải Bông sen bạc tại liên hoan phim lần thứ 14 năm 2005.
Những năm 2005, 2006, thị trường phim Việt Nam trở nên sôi động với nhiều bộ phim, phần lớn của các hãng tư nhân: Khi đàn ông có bầu (2005), 1735 km (2005), Chiến dịch trái tim bên phải (2005), Đẻ mướn (2006), 2 trong 1 (2006), Hồn Trương Ba, da hàng thịt (2006)... Để thu hút khán giả, các hãng phim đã mời những ca sĩ, người mẫu nổi tiếng tham gia. Ngoài những đạo diễn Việt Kiều như Hồ Quang Minh, Việt Linh, Nguyễn Võ Nghiêm Minh... một số nhà làm phim trẻ Việt kiều cũng về Việt Nam làm phim: Nguyễn Nghiêm Đặng Tuấn có 1735 km (2005), Ringo Le có Chuyện tình Sài Gòn (2005) và gần đây là Charlie Nguyễn có Dòng máu anh hùng (2007) với sự tham gia của Johnny Trí Nguyễn, Dustin Nguyễn, Ngô Thanh Vân, Nguyễn Chánh Tín.
Một số rạp chiếu hiện đại tiếp tục được xây dựng. Trong đợt chiếu phim chiếu Tết 2007, với những bộ phim thương mại: Võ lâm truyền kỳ, Trai nhảy, Chuông reo là bắn, điện ảnh Việt Nam giành được khán giả trước những phim nước ngoài.
Ngược lại có những phim với ngân sách tốn kém như Sống cùng lịch sử với chi phí lên 21 tỷ đồng, mà chỉ trình chiếu có vài ngày vì không bán được vé.
Trong những năm gần đây, đặc biệt là sau ảnh hưởng của đại dịch COVID-19, chất lượng phim Việt Nam ngày càng giảm sút trầm trọng. Theo dữ liệu về tình hình phát triển của điện ảnh Việt từ 2019 – 2021 của Box Office Vietnam, trong 3 năm qua có tổng 74 phim Việt được công chiếu, trong đó có 20 tác phẩm đạt doanh thu tốt, 54 phim lỗ và lỗ nặng (chiếm 73%). Theo đạo diễn Lý Hải, một bộ phim thất bại doanh thu có thể đến từ những nguyên nhân như thời điểm phát hành không phù hợp. Ví dụ, trong thời gian nhiều phim kinh dị đồng loạt đổ bộ ở rạp, khán giả sẽ ngán và không còn tìm đến để mua vé. Hoặc phim Việt đối đầu với nhiều tác phẩm bom tấn của Hollywood ở cùng thời điểm phát hành. Ngoài ra, nhiều phim được giới chuyên môn đánh giá cao nhưng lại không phù hợp với khẩu vị điện ảnh của khán giả trong nước dẫn tới doanh thu thấp.

### Chú giải
1. ^  Theo bài Điện ảnh Việt Nam – Bước khởi đầu[liên kết hỏng] của đạo diễn Đặng Nhật Minh. Trong bài Sơ lược lịch sử điện ảnh Việt Nam của Phạm Ngọc Trương trên Điện ảnh Việt Nam thì từ năm 1898, trên báo chí Việt Nam đã đăng quảng cáo những buổi chiếu phim bán vé tại một số địa điểm công cộng.
2. ^  Các tài liệu còn nhắc tới các tên khác như Bà Đế, Sự tích Bà Đế – Báo Hà Nội mới.
3. ^  Theo bài Điện ảnh Việt Nam – Bước khởi đầu Lưu trữ ngày 17 tháng 7 năm 2015 tại Wayback Machine của đạo diễn Đặng Nhật Minh. Một vài tài liệu khác Lưu trữ ngày 16 tháng 11 năm 2006 tại Wayback Machine viết Georges Spesct là nữ diễn viên chính.
4. ^  Bên lề... chuyện cải lương Lưu trữ ngày 16 tháng 11 năm 2006 tại Wayback Machine trên báo Người Việt
5. ^  Theo của nhà văn Tô Hoài
6. ^  Còn ghi Bà Huyện Thanh Quan trên Đèo Ngang – Sơ lược lịch sử điện ảnh Việt Nam của Phạm Ngọc Trương trên Điện ảnh Việt Nam
7. ^  Nhiều nghệ sĩ phản ứng với cuốn Lịch sử Điện ảnh Việt Nam trên Vietnam Net
8. ^  Về cuốn phim màu Lục Vân Tiên năm 1957 Lưu trữ ngày 6 tháng 10 năm 2007 tại Wayback Machine trên báo Người Việt
9. ^  Những thành tựu của điện ảnh Việt Nam trên trang của Bộ Văn hóa – Thông tin
10. ^  "Điện ảnh Việt Nam", Thế giới Tự do, số 4 Tập X trang 29
11. ^  Bài Trần Thiện Thanh về với Chân trời tím Lưu trữ ngày 30 tháng 11 năm 2007 tại Wayback Machine của nhà văn Văn Quang.
12. ^  Đạo diễn Lê Hoàng Hoa: "Tôi đã làm phim theo đơn đặt hàng quá nhiều" trên báo Thanh Niên Online
13. ^  Đánh giá của đạo diễn Nguyễn Khải Hưng trong Dòng phim Việt kiều: Làm phim bằng con mắt người khác[liên kết hỏng]
14. ^  Tuần đầu 24 tháng 3 2007, Vượt sóng được trình chiếu tại 4 rạp, đạt doanh thu 87.442 USD, là số doanh thu cao nhất cho mỗi rạp cho tất cả những phim
được trình chiếu tại Bắc Mỹ vào tuần đó (21.861 USD Mercury News). Khi được chiếu mở rộng vào những tuần sau đó, doanh thu được tăng cao hơn (IndieWIRE Lưu trữ ngày 29 tháng 9 năm 2007 tại Wayback Machine)
15. ^  Phim Ký ức Điện Biên: Một thất bại đáng buồn Lưu trữ ngày 26 tháng 9 năm 2007 tại Wayback Machine trên báo Tuổi Trẻ
16. ^  Đạo diễn Lê Hoàng ăn Tết lớn Lưu trữ ngày 19 tháng 6 năm 2006 tại Wayback Machine trên báo Người Viễn Xứ
17. ^  Lần đầu tiên hãng phim tư nhân tham gia Lưu trữ ngày 2 tháng 2 năm 2008 tại Wayback Machine trên Người Viễn Xứ